# Lohmen (Mecklenburg)
Lohmen ist eine Gemeinde im Süden des Landkreises Rostock in Mecklenburg-Vorpommern. Sie wird vom Amt Güstrow-Land mit Sitz in der nicht amtsangehörigen Stadt Güstrow verwaltet.

## Geografie

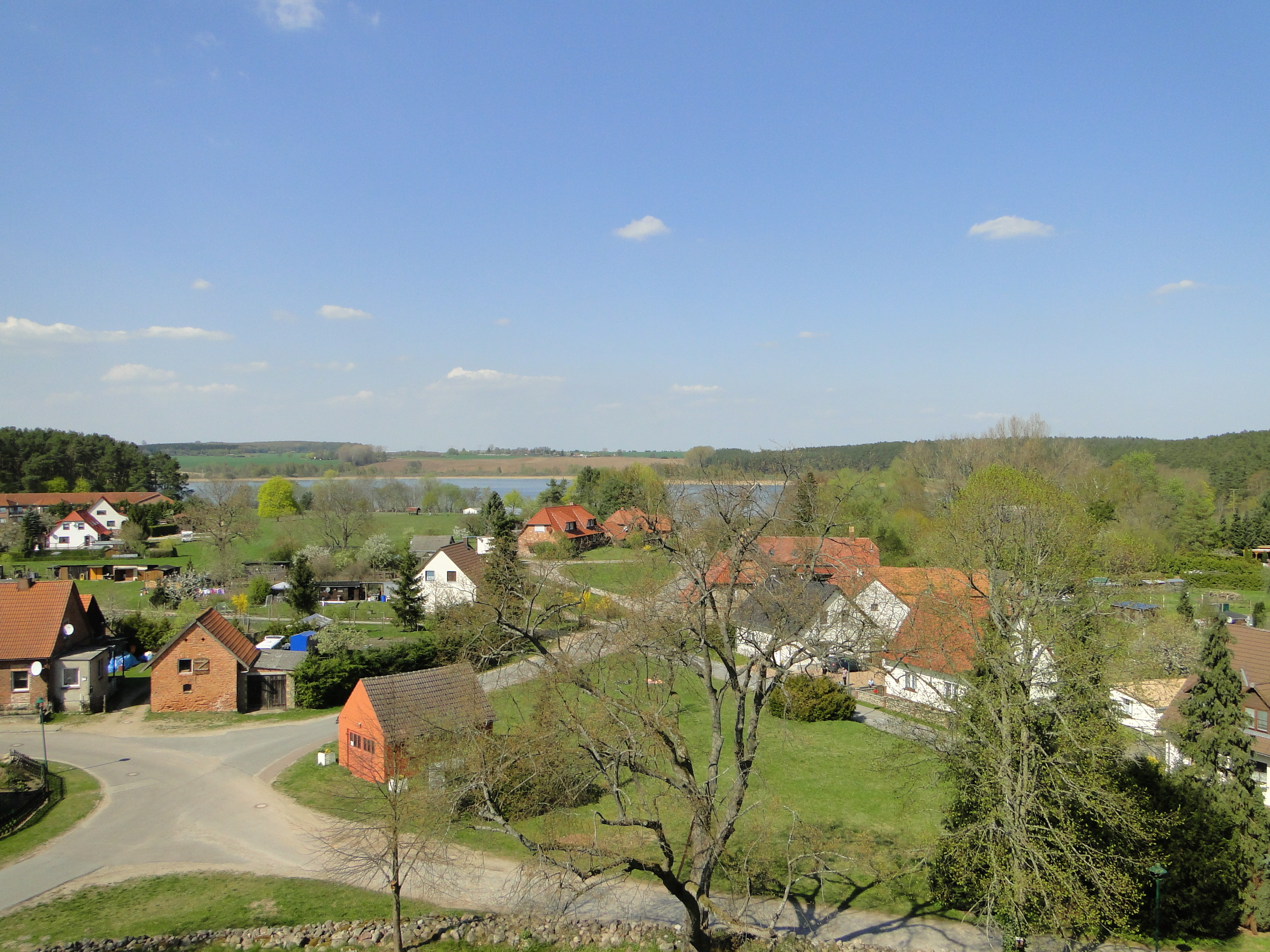
Blick auf Lohmen vom Kirchturm, im Hintergrund der Lohmer See (2011)

Die Gemeinde Lohmen liegt im nördlichen Endmoränengebiet der Mecklenburgischen Seenplatte zwischen den Städten Güstrow und Goldberg. Sie grenzt an den Landkreis Ludwigslust-Parchim, hat Flächen im Naturpark Nossentiner/Schwinzer Heide und im Naturpark Sternberger Seenland. Im Gemeindegebiet liegen mehrere Seen, unter anderem der Garder See und der Nienhäger See, die beide von der Bresenitz durchflossen werden, der Lähnwitzsee und der Lohmer See.
Umgeben wird Lohmen von den Nachbargemeinden Gülzow-Prüzen und Gutow im Norden, Zehna und Reimershagen im Osten, Dobbertin im Süden, Borkow und Mustin im Westen sowie Klein Upahl im Nordwesten.
Zu Lohmen gehören die Ortsteile Altenhagen, Garden, Gerdshagen, Lähnwitz, Nienhagen, Oldenstorf und Rothbeck.

## Geschichte der Orte

### Lohmen

#### Historische Entwicklung
Das Gebiet der jetzigen Gemeinde wurde schon vor wenigstens 5000 Jahren besiedelt. Davon zeugen Megalith- und Hügelgräber in der Umgebung des Ortes, darunter ein größeres Gräberfeld aus mindestens zehn bronzezeitlichen Grabhügeln im Waldgebiet Lohmer Stüde, welche aus den Jahren 1200 bis 600 v. Chr. stammen.
Lohmen wurde als Lohme erstmals in einer Schenkungsurkunde am 28. September 1225 erwähnt, als Fürst Heinrich Borwin II. von Mecklenburg das Dorf Lohme mit allem Ackerland dem Klosters Dobbertin schenkte. Seine Söhne Johann von Mecklenburg und Nikolaus I. von Werle bestätigen am 28. August 1227 in Güstrow dem Kloster Dobbertin den ihm von ihrem verstorbenen Vater zwei Jahre vorher übereigneten Güterbesitz, darunter „das dorff Lome“.
Seit Verleihung des Archidiakonats der Kirche zu Lohmen durch den Schweriner Bischof Brunward am 27. Oktober 1234 gehörte diese zum Kloster Dobbertin.
Fürst Nicolaus von Rostock beurkundete am 23. November 1237 in Güstrow den Dobbertiner Nonnen mit den Grenzen des Klosters auch ihren Besitz am Dorf Lohmen. 1263 nahm Papst Urban IV. das Kloster Dobbertin, dessen Güterbesitz und Rechte, darunter das Patronat von ius patronatus im dorffe Lumene, in seinen Schutz.
Lohmen leitet sich vom altslawischen Wort Lomu für Bruch, Wind- und Steinbruch ab. Da der heutige Begriff Bruch vieldeutig ist, wäre eine Deutung als Sumpf- und Feuchtwiesenort entsprechend den alten Flurbezeichnungen wahrscheinlicher.
Lohmens Ortsteile Garden und Lähnwitz sind slawischer Herkunft, was ihr Namen verrät. Die Ortsteile Oldewinesthorp (Oldenstorf), Gerardershagen (Gerdshagen), Woluerameshagen (Altenhagen) und Nienhagen wurden durch deutsche Siedler während der Ostkolonisation gegründet.
Die Geschichte des Dorfes war über siebenhundert Jahre eng mit dem Kloster Dobbertin verbunden. Solange das Klosteramt bis 1919 bestand, war Lohmen ein Klosterdorf und gleichzeitig ein Bauerndorf. Während der Reformationsjahre wurde auch in Lohmen die unter dem Patronat des Klosters stehenden Kirchen visitiert. Ende September 1557 wurde festgestellt, dass der dortige Pastor Joachim Rossow „ein alter Mann sei, der nach dem Zölibat lebte, den Katechismus und die Artikel nicht so recht verstand.“
1594 wurde Chim Möller wegen schlechter Bewirtschaftung seines Katens und Pferdediebstahls durch das Dobbertiner Klosteramtsgericht aus Lohmen ausgewiesen.
Auch nach der Reformation, als das Kloster ab 1572 zu einem Damenstift umgewandelt wurde, blieb die Abhängigkeit vom Kloster Dobbertin bestehen. In der Mitte des 14. Jahrhunderts wurde der Ort von der Pest heimgesucht. Den Dreißigjährigen Krieg überlebte nur die Witwe des Dorfschulzen mit ihren Söhnen und von den vormals 17 Bauernstellen des Dorfes waren im Jahr 1690 erst sieben wieder besetzt.
1777 war die Lohmer Brücke in einem schlechten Zustand, so dass dort ein Pferd von der Postkutsche des Postillons Pester nach Güstrow verunglückte. Seine Klage gegen das Klosteramt wurde auf dem Landtag zu Sternberg abgewiesen.
Lohmen entwickelte sich in den nächsten Jahrhunderten wieder zu einem der zentralen Orte im Klosteramt. Viele der im Dobbertiner Kloster beschäftigten Arbeiter wohnten in Lohmen. Im 19. Jahrhundert gab es in Lohmen 200 Einwohner und einige landwirtschaftliche und handwerkliche Betriebe wie Fischerei, Ziegelei, Schmiede, Dorfkrug mit Kolonialwarenhandel und eine Stellmacherei. 1896 brannte durch Blitzschlag ein zweihischiger Katen ab.
Nach dem Zweiten Weltkrieg und der Gründung der DDR wurden am 1. Juli 1950 die bis dahin eigenständigen Gemeinden Altenhagen, Garden und Oldenstorf nach Lohmen eingegliedert. Am 25. Januar 1953 gründete sich im Ort die Landwirtschaftliche Produktionsgenossenschaft (LPG) Bernhard Quandt, benannt nach dem ostdeutschen Politiker Bernhard Quandt. Der Zusammenschluss der LPG mit anderen Genossenschaften führte zu einem Anstieg an Wohnraumbedarf. So wurden die Siedlungsfläche erweitert und neue Häuser errichtet. Es entstanden rund 70 Eigenheime westlich der heutigen Chausseestraße, der Landstraße nach Bützow. Hier wurden auch eine Schule mit Turnhalle, ein Sportplatz, ein Kindergarten, eine Kinderkrippe und ein Einkaufszentrum neu gebaut. In den 1970er Jahren entstanden am Garder See ein Campingplatz, Ferienhäuser und zwei Kinderferienlager im Ortsteil Garden.
Die Wende veränderte die verwaltungstechnische, wirtschaftliche und soziale Struktur. Die LPG löste sich auf, es entstand ein privat geführter Fischereihof, darüber hinaus ein Wohn- und Pflegezentrum für Senioren. 1996 eröffneten die Reha-Klinik Garder See mit den Bereichen Gastroenterologie, Onkologie, Orthopädie, Pulmologie, Urologie und Psychosomatik. und ein Hotel. Verschiedene gewerbliche Betriebe und Dienstleister siedelten sich an. Lohmen entwickelte sich zu einem Wirtschaftsstandort im ländlichen Raum, was mit einer hohen Beschäftigungsrate und stabiler Bevölkerungsentwicklung verbunden ist. Verwaltungsmäßig schlossen sich mehrere kleine Dörfer zur Gemeinde Lohmen zusammen. Allerdings musste die Schule im Ort ebenso wie die Lebensmittel-Kaufhalle schließen. Die Schule wurde zum Sitz der Freiwilligen Feuerwehr umfunktioniert, die Kaufhalle abgerissen.
Eine überregionale Bekanntheit erlangte Lohmen 2017 durch den NDR-Film 7 Tage … im Auftrag des Herrn.
Im Ort Lohmen konnten ab den 2010er Jahren etliche Rekonstruktionsarbeiten ausgeführt werden, weil sowohl durch die EU als auch durch das Land Mecklenburg-Vorpommern finanzielle Hilfen bereitgestellt wurden und werden.

#### Bauwerke
- Dorfkirche

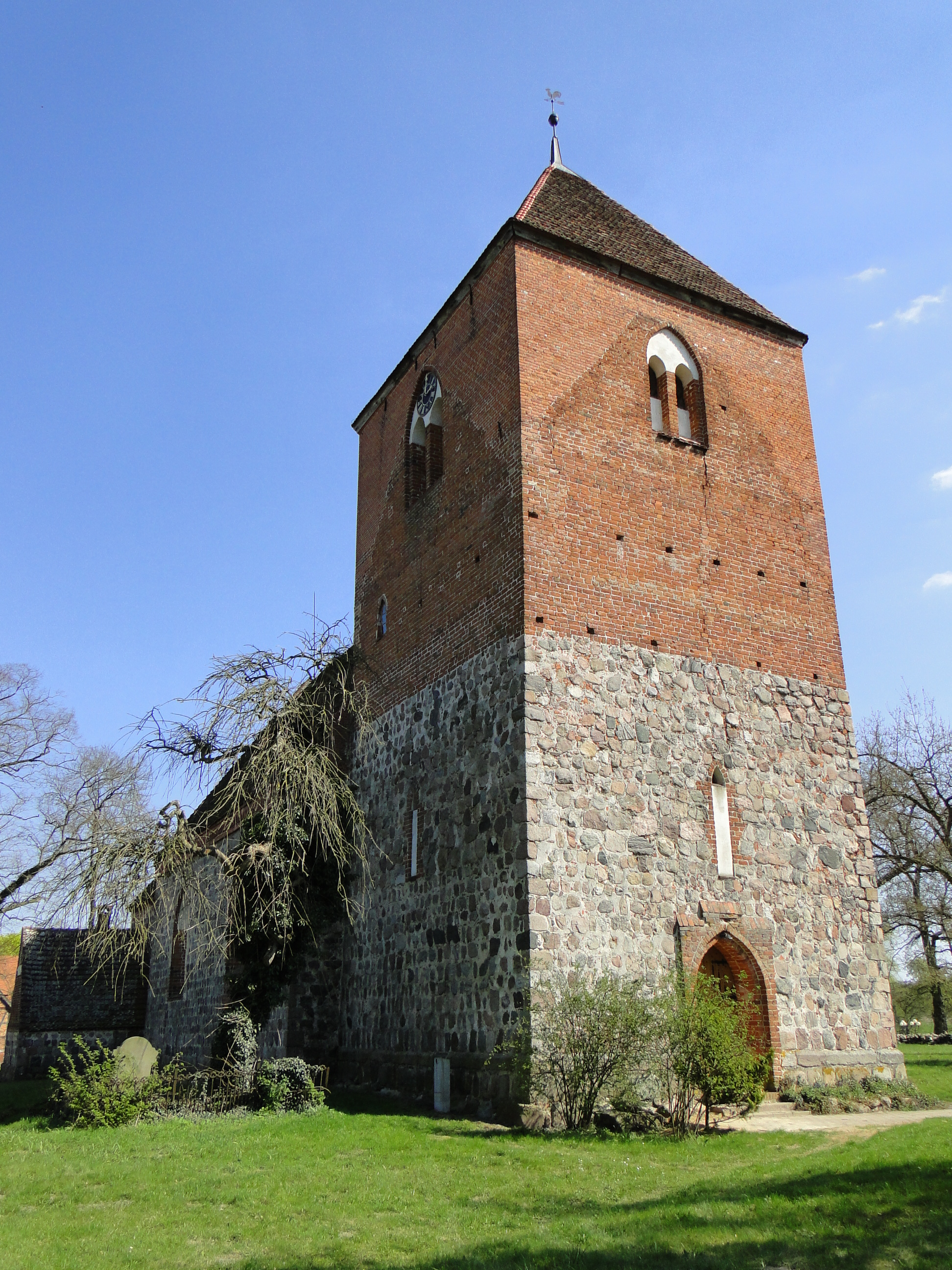
Westturm (2011)

Die Kirche mag Mitte des 13. Jahrhunderts schon im Bau gewesen sein. Seit 1234 war sie Patronatskirche des Dobbertiner Klosters. Als rechteckiger Feldsteinbau, bestehend aus Chor, Schiff und Turm, wurde sie in mehreren Bauphasen errichtet. Der Chor mit seiner geraden Ostwand wurde als erster Bauteil ausgeführt. Er wird auf 1285 datiert. Das rechteckige etwas höhere aus behauenen Feldsteinen und mit einem Satteldach versehene Kirchenschiff soll um 1300 entstanden sein. Der quadratische eingezogene Westturm wurde erst zwischen 1450 und 1560 angebaut.
Das Lohmener Gotteshaus ist eine für Mecklenburg typische Feldsteinkirche mit klarer Staffelung der einzelnen Bauglieder.
- Pfarrgebäude

Der Bau einer neuen Scheune auf dem Pfarrhof wurde 1839 bewilligt. Ab 1843 folgten die gründliche Reparatur und der Durchbau des Pfarrhauses bis 1846 und des Küsterhauses mit einer kleinen Scheune nebst Stallungen. 1878 wurde das Kaufmannshaus vollendet und bezogen.
- Ziegelei

Aus wirtschaftlichen und verkehrstechnischen Gründen hatten 1838 die Klostervorsteher vorgesehen, die Ziegelei von Lähnwitz nach dem Altenhägener Schmiedegehöft zu verlegen, doch die Schmiedehufe war schon verpachtet. Im Jahr 1839 begann südlich von Lohmen an der Landstraße in Richtung Dobbertin der Aufbau der Ziegelei. Sie lag am Rande einer feuchten Niederung, in der Torf gewonnen wurde. 1840 übernahm Zieglermeister Reinhold von der klostereigenen Ziegelei aus Mestlin den Neubau in Lohmen. 1842 stand das Zieglergehöft.
Ziegler waren:
- 1840 Reinhold, Zieglermeister aus Mestlin.
- 1852 Johann Joachim Friedrich Bartels, Zieglergeselle.
- 1854 Friedrich Goldberg, Zieglermeister, an 1872 Hufenpächter zu Lohmen.[24]
- 1867 Friedrich Goldberg, Zieglermeister und Sohn Theodor, Ziegler. Johann Schultz, Zieglergeselle und Wilhelm Kort, Zieglerlehrling.

Außerdem wohnten in der Ziegelei die Ehefrau, vier Töchter, vier Söhne, die Schwiegermutter, ein Hauslehrer, zwei Mädchen, vier Knechte und der Hirtenjunge. Die Ziegelei war verhältnismäßig recht groß und produzierte bis 1872.
- Forstamt

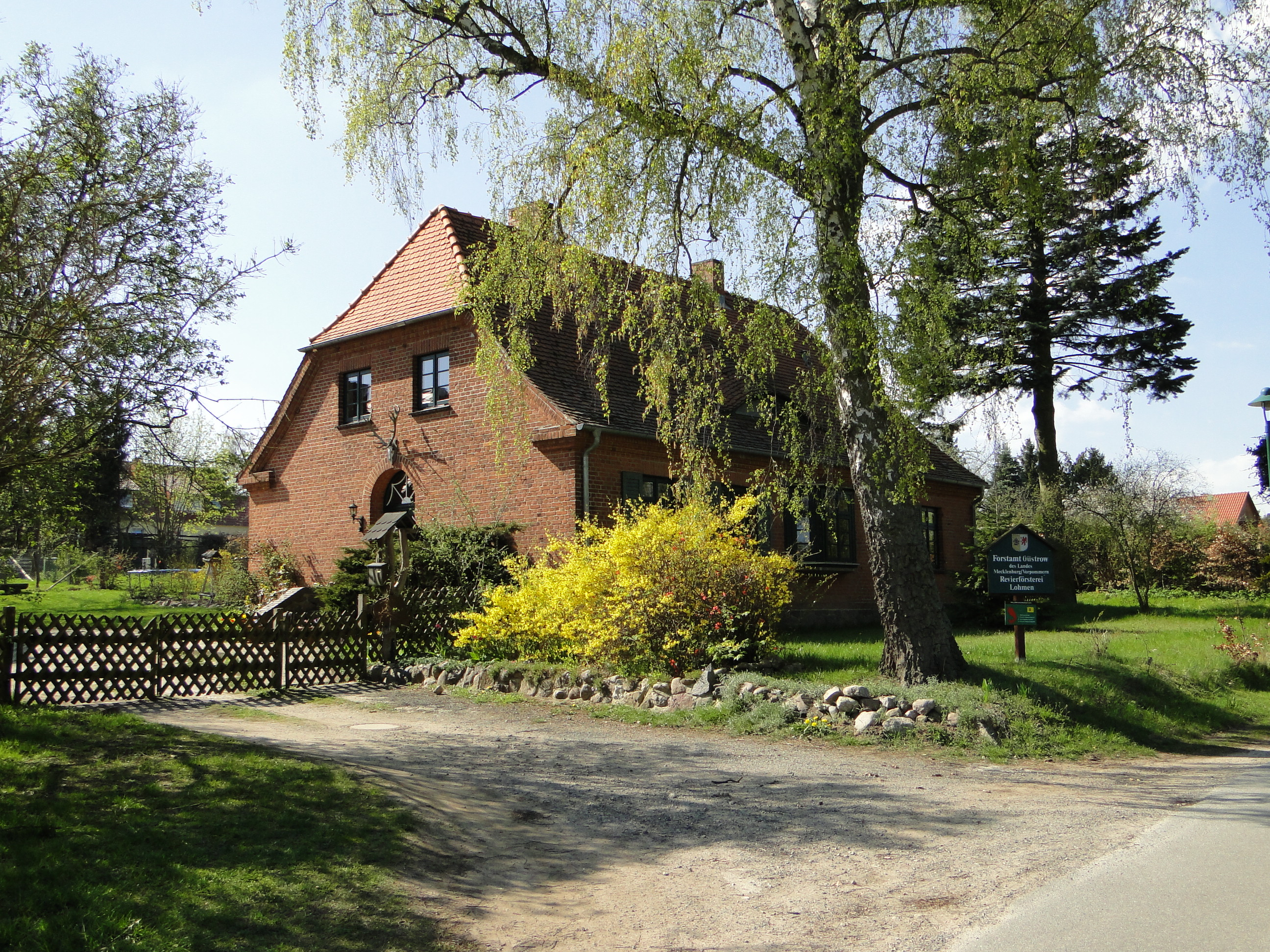
Forstamt (2011)

Das Kloster richtete 1884 eine Revierförsterei ein und siedelte Forstarbeiter an. 1883 wurde der neue Forstarbeiter-Katen errichtet. Ein weiterer Forstarbeiter-Katen mit Anbau wurde 1903 für 4554,19 Mark gebaut.
- Molkerei, Krug und Wohngebäude

Am Anfang des 20. Jahrhunderts wurden im Ort eine Molkerei und 1903 durch den Amtsmaurermeister Andreas ein Tanzsaal am Kruggehöft gebaut. Am 28. zum 29. Juni 1907 brannte durch Blitzschlag ein alter mit Schilf gedeckter Fachwerk-Katen mit 6 Wohnungen und massivem Stall völlig ab. Im Jahr 1931 erhielt Lohmen elektrischen Strom.
- Aus der Schule wird das Gebäude der Feuerwehr

Im April 1945 wurde die alte Schule auf dem Küstergehöft durch eine Fliegerbombe zerstört und brannte ab.
Nach dem Zweiten Weltkrieg verdreifachte Lohmen durch Flüchtlinge, Umsiedler und andere Zuzüge seine Einwohnerzahl. Ein neues Schulgebäude entstand an der früheren Stelle.
Ein früherer Getreidespeicher aus dem Jahr 1910 erfuhr einen Umbau und wurde so zum Dorfmuseum Lohmen, das von einem Verein getragen wird.
Die historische Pfarrscheune konnte ebenfalls rekonstruiert werden und dient mittlerweile als Festscheune insbesondere für größere Veranstaltungen. Unter dem Dach befindet sich ein Erntekranz, der mit einem Durchmesser von zwei Metern der größte im Land Meck-Pomm sein soll. Er wird in unregelmäßigen Abständen von freiwilligen Helfern erneuert.
- Ursprüngliche Trafostation

Als Lohmen an das Stromnetz angeschlossen wurde, entstand ein turmartiges Transformatorenhäuschen aus Backsteinen, das mittlerweile wohl auch als Baudenkmal angesehen wird. Außerdem haben Naturschützer festgestellt, dass hier auch ein Fledermausquartier entstanden ist.

### Altenhagen
1237 beurkundete Fürst Nikolaus von Rostock die nördlichen Grenzen des Dobbertiner Klostergebietes auch mit Wolframshagen, womit der Raum der Ortschaften Altenhagen und Nienhagen bezeichnet wurde. 1267 verkaufte der Dobbertiner Propst Vollrath den Bauern zu Wolframshagen ein Gehölz auf Erbpacht. Altenhagen gehörte zu den „fruchtbaren Landschaften“ im nördlichen Klostergebiet.
Über die einst errichtete Wassermühle gibt es keine schriftlichen Nachrichten. Sie lag an der Bresenitz, die seitlich von Altenhagen aus dem Nienhäger See kommend in den Garder See fließt. 1965 fand man bei Meliorationsarbeiten im Bereich der Straßenbrücke neben angekohlten Holzbalken auch Tonscherben, eiserne Geräte und Bruchstücke von Mühlensteinen. Wohl durch einen Brand Anfang des 15. Jahrhunderts vernichtet.
In den Steuerlisten des Klosters von 1441 waren Altenhagen und Nienhagen mit vierzehn Hufen und einem Katen, 1540 nur noch mit sieben Hufen und einem Katen verzeichnet. Im Dreißigjährigen Krieg wurde auch Altenhagen stark verwüstet. 1682 wurde durch das Klosteramt Dobbertin die Schmiede in Altenhagen als Schmiedegut verpachtet.
1776 gab es vor dem Klosteramtsgericht in Dobbertin einen Prozess gegen Joachim Sievert und Johann Gall wegen Diebstahls an Joachim Knevow aus Altenhagen.
1799 konnte der vom Klosterhauptmann Rittmeister Gottfried Hartwig von Weltzien auf Benthen zugesagte Bau des neuen Bauernhauses nicht fertig gestellt werden, da das Baumaterial für das in Lexow abgebrannte Gebäude und die vom Wind umgeworfene Scheune in Mestlin benötigt wurden. 1805 ließ das Klosteramt einen zweihischigen Katen, ein eingeschossiges Gebäude mit zwei Wohnungen und 1811 eine Scheune für den Hauswirth, den Bauern Koepcke, errichten. Mit großer Umsicht ließen die Herren Klostervorsteher 1815 noch ein neues Bauernhaus und 1816 für den Hauswirt Frieder Roloff eine neue Scheune errichten.
Bei der Volkszählung 1819 hatte Altenhagen 126 Einwohner, darunter auch einen Schulmeister mit seiner Familie. 1827 gab es die Hufen I.–VI.
Dorfschulzen in Folge waren:
- 1820 Dieckmann
- 1856 Koepcke
- 1882 Sohn Johann Koepcke, Hufe 1
- 1914 Johann Dieckmann zu Nienhagen, noch 1920.

1857 hatte das Dorf 176 Einwohner, darunter neun Erbpächter, einen Erbschmied, eine Schule und einen Lehrer. 1861 verkaufte Mühlenmeister Querhammer seine Hufe IV. an Eickelberg. 1878 wurde ein dreihischiger Katen für drei Wohnungen errichtet, statt mit dem vorgesehenen Rohrdach hatte man es mit einem Steindach versehen. Die Local-Committe des Landtages hatte sich vor Ort anerkennend zu diesem Gebäude ausgesprochen.
1890 gab es sogar eine Dorfordnung. 1904 erfolgte ein An- und Durchbau der Schule in Altenhagen für 629,21 Mark. Der im Sommer 1904 durch Blitzschlag abgebrannte Katen wurde 1905 in alter Gestalt wieder aufgebaut. 1906 wurde ein Katen für 6 187,79 Mark erbaut.
Nach dem Zweiten Weltkrieg verließen einige Landwirte um 1950 ihre Höfe; 1955 wurde die LPG gegründet und 1958 mit den umliegenden Ortschaften zu einer Genossenschaft vereint. Heute existieren im Ort keine Landwirtschaftsbetriebe mehr.

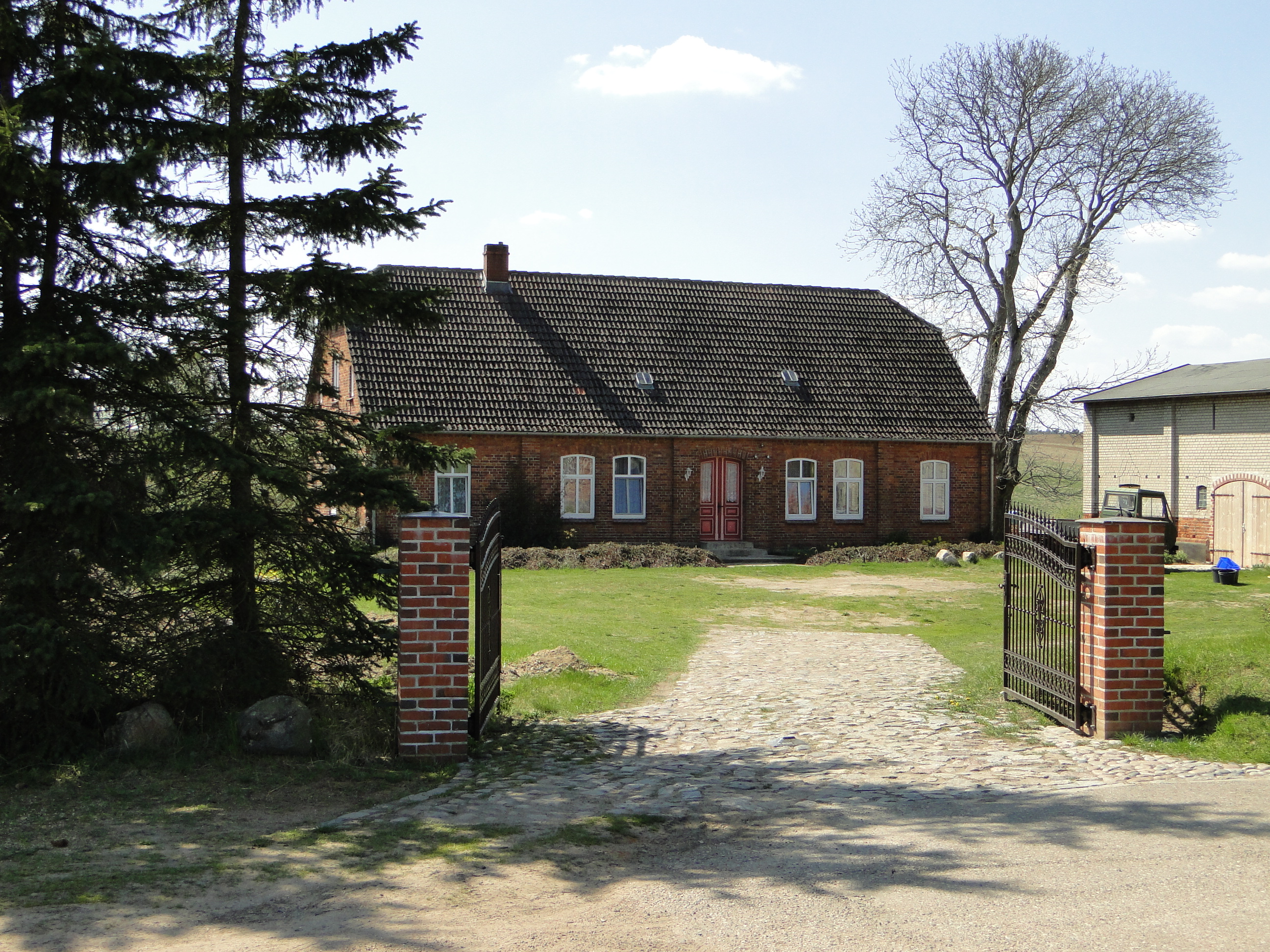
Bauerngehöft (2011)
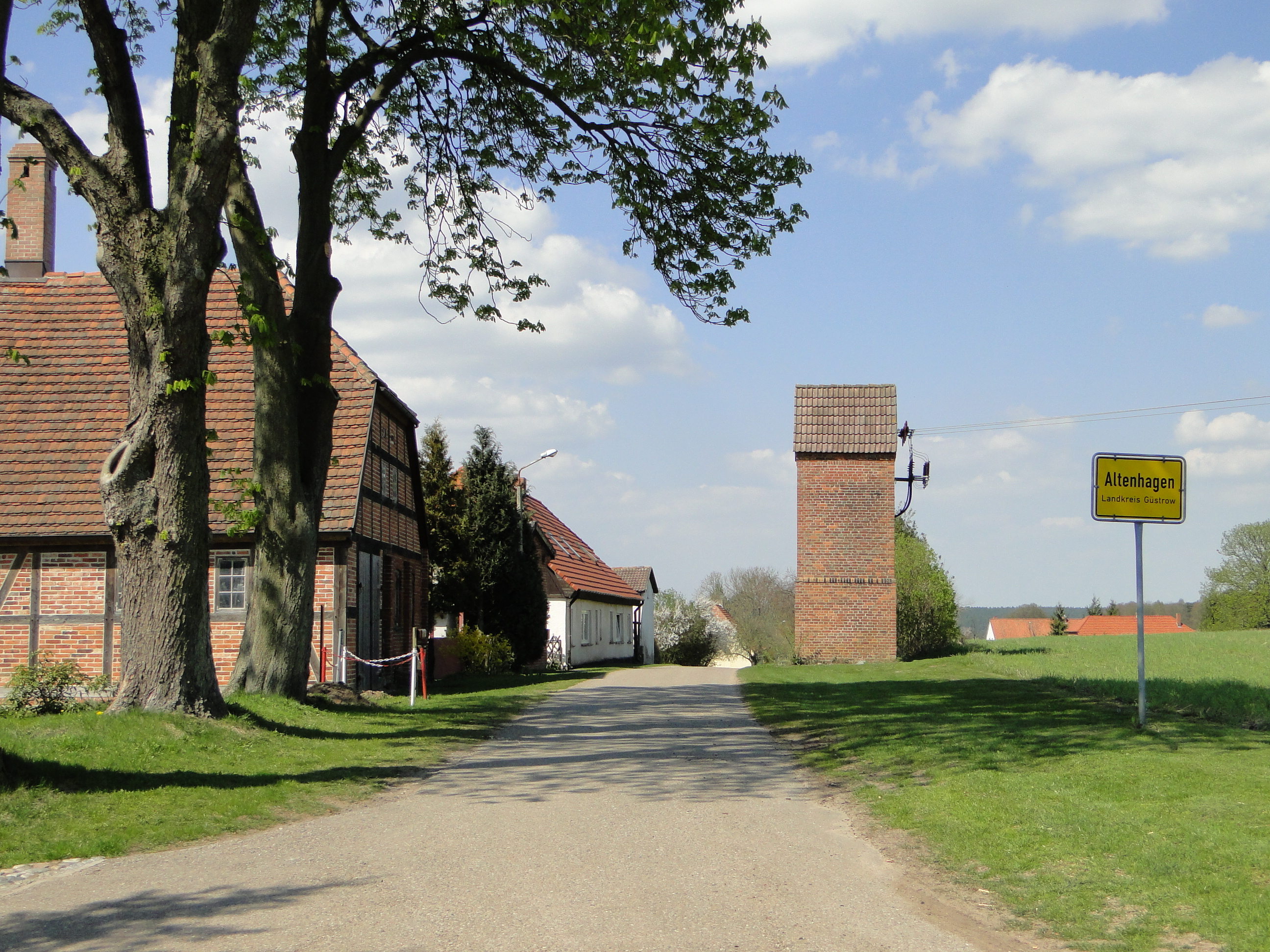
Dorfansicht (2011)
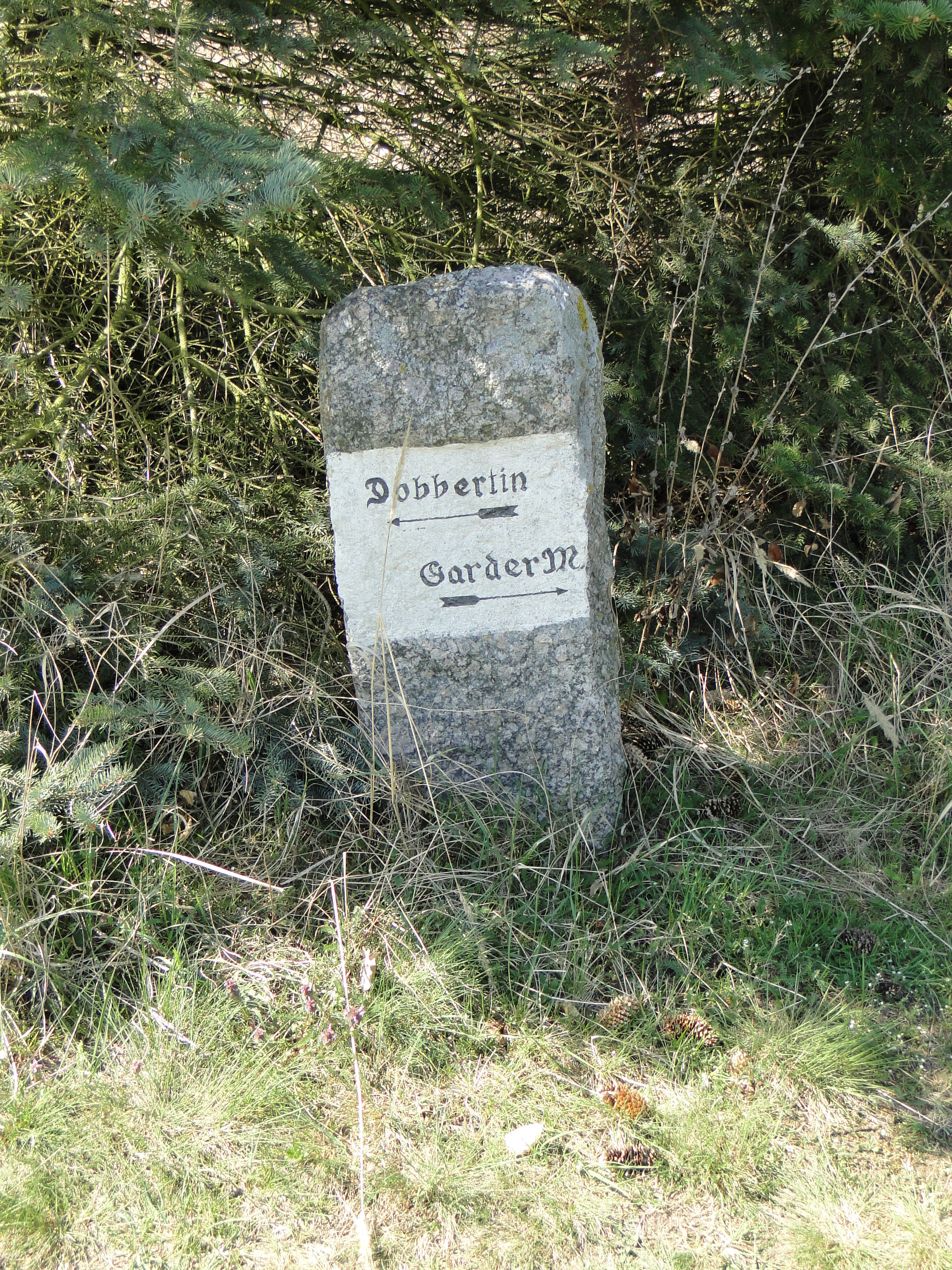
Wegweiserstein (2011)

### Garden

#### Historische Entwicklung
Garden wurde schon 1227 als Burgort durch den See Gardone urkundlich erwähnt, doch erst 1237 kam Garden ohne die Mühle in den Besitz des Klosters Dobbertin. Das Dorf liegt auf einer Halbinsel im Sumpf. Nikolaus III. von Werle verlehnte am 18. März 1337 das Dorf Garden mit seinem Zubehör, das Heinrich von Hagen besessen hatte, dem Kloster Dobbertin. Der Schweriner Bischof Ludolf hatte am 6. Oktober 1338 das Dorf Garden dem Kloster Dobbertin mit dem Propst Thidericus Frei (Thydericus) gegeben. Am 26. März 1340 verliehen Nikolaus III. und Bernhard als Fürsten von Werle dem Kloster Dobbertin in Goldberg das Dorf Garden zu Mannrecht.
1540 hat es nur acht Katen in Garden gegeben.
Nach Aufzeichnungen im Amtsprotokollbuch des Dobbertiner Klosteramtsgerichts muss es von 1589 bis 1593 in Garden sehr heftig zugegangen sein. Es gab nicht nur Schlägereien zwischen Chim Niemann, Jasper Brüshaver, Chim Rolof und Marcus Grudtmaker im Schulzengericht, selbst der Dorfschulze wurde bestraft. Er habe die Unzucht zwischen dem Hirten und der Magd Grete Martens und den Holzfrevel der Bauern nicht beim Klosteramt angezeigt. Nach dem dreißigjährigen Kriege erfolgte ab 1651 die Wiederbesetzung und Verpachtung von Bauerngehöften und die Übertragung des Schulzengericht an das Schulzengehöft durch das Dobbertiner Klosteramt. 1737 klagte der Müller Otto Gabriel Schippenhauer vor dem Klosteramtsgericht gegen den Garder Fischer Wilhelm Siggelkow, der ihn der Unzucht mit dem Dienstmädchen Magdalena Schröder beschuldigte. 1751 beschwerte sich der Klosterförster Zebuhr aus Groß Upahl, dass besonders die Garder Bauern gestohlenes Holz nach Güstrow verkaufen. Das Klosteramtsgericht vereinbarte mit dem Bürgermeister der Stadt Güstrow, das der Glevinsche Torschreiber keine Klosterbauern ohne Amtspass mit Holz in die Stadt lassen. Der ertappte Garder Bauer Klevenow hat danach das für den Güstrower Schuster Wünn bestimmte Holz einfach durch den vor dem Glevinschen Tor wohnenden Bürger Röpcke in die Stadt bringen lassen.
1801 wurde eine Bauernscheune gebaut und 1808 der Bau einer Schmiede bewilligt.
Ab 1818 baute das Klosteramt Dobbertin in Garden ein neues Schulhaus sowie ein neues Schulzenhaus und der Landtag bewilligte den Bau eines Schulzenhause. 1829 bat der Schulmeister Kienow um die Überlassung der abgebrannten Hauswirtsstelle der Witwe Klevenow. Durch Blitzschlag wurde im Laufe des Sommers 1896 ein dreihischiger Katen, ein eingeschossiges Wohnhaus mit drei Wohnungen eingeäschert.
1899 ging Lehrer Martens nach Jellen. In Garden unterrichtete Assistent Schmidt aus Lübz. 1919 war Garlipp Lehrer in Garden. Seit 1890 gab es drei Erbpächter in Garden.
Dorfschulzen in Folge waren:
- 1858–1890 Joachim Hahn.
- 1908–1920 Hermann Hahn, ab 1917 Schulzengehalt 50 Mark, am 11. Juni 1920 durch das Ministerium für  Landwirtschaft, Domänen und Forsten abgelehnt, Hahn legte danach sein Schulzenamt nieder.

Die politischen Umbrüche der ersten Hälfte des 20. Jahrhunderts ließen Garden fast unberührt. Im Verlaufe der Umgestaltungen in der DDR schlossen sich die drei Erbpächter in Garden mit neun Mitgliedern und 73 ha Land 1953 zu einer LPG zusammen. Nachdem die Dörfer Altenhagen, Nienhagen, Lohmen, Garden und Oldenstorf zu einer Gemeinde zusammengelegt worden waren, vereinigten sich 1958 auch die Dörfer zu einer großen Genossenschaft. Heute gibt es in Garden weder eine Mühle, noch Landwirtschaftsbetriebe. Neben Pferdezucht ist Garden durch den See ein Erholungsort mit Campingplatz und Ferienhäusern geworden.

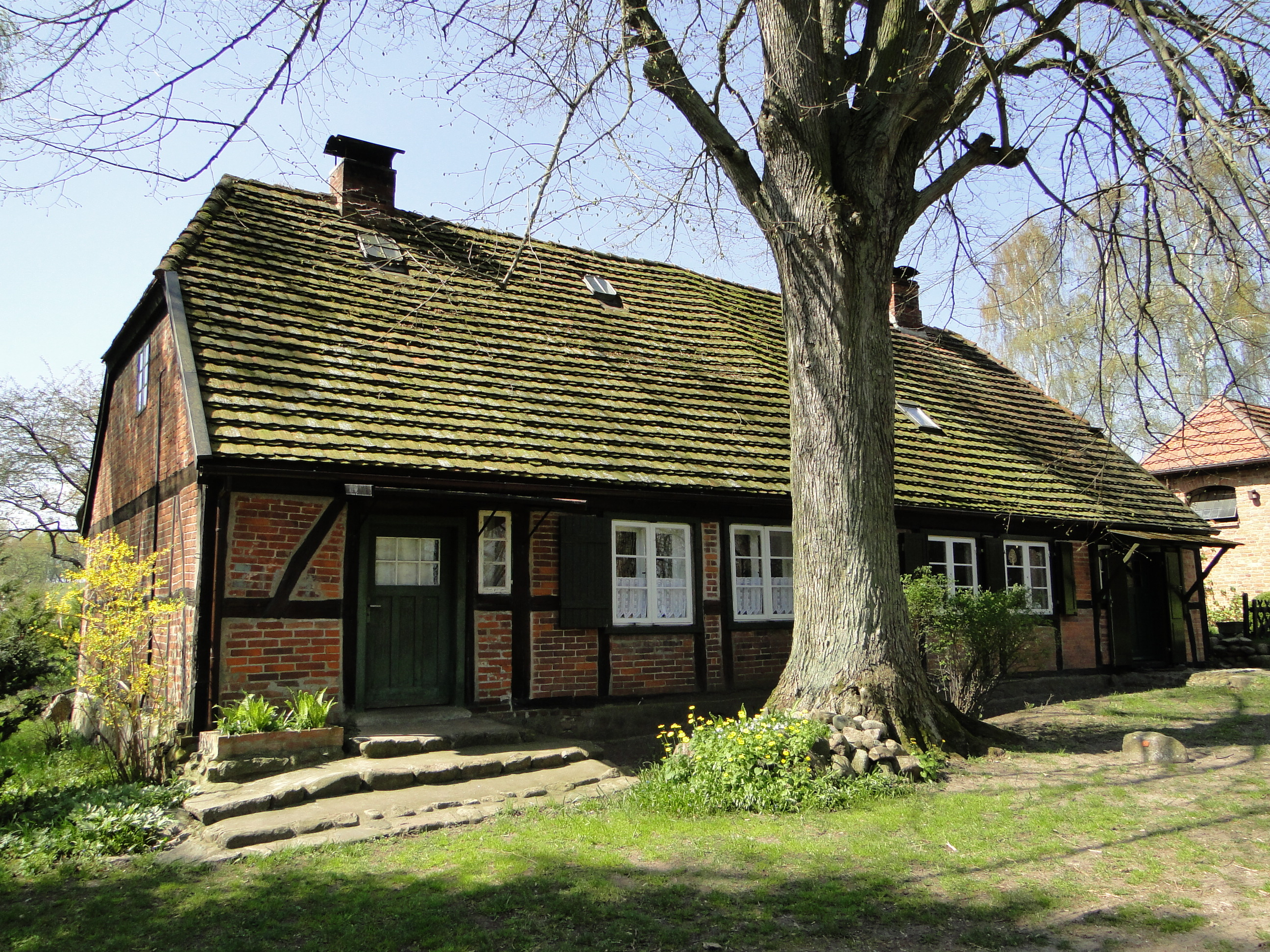
Mühlenhaus (2011)
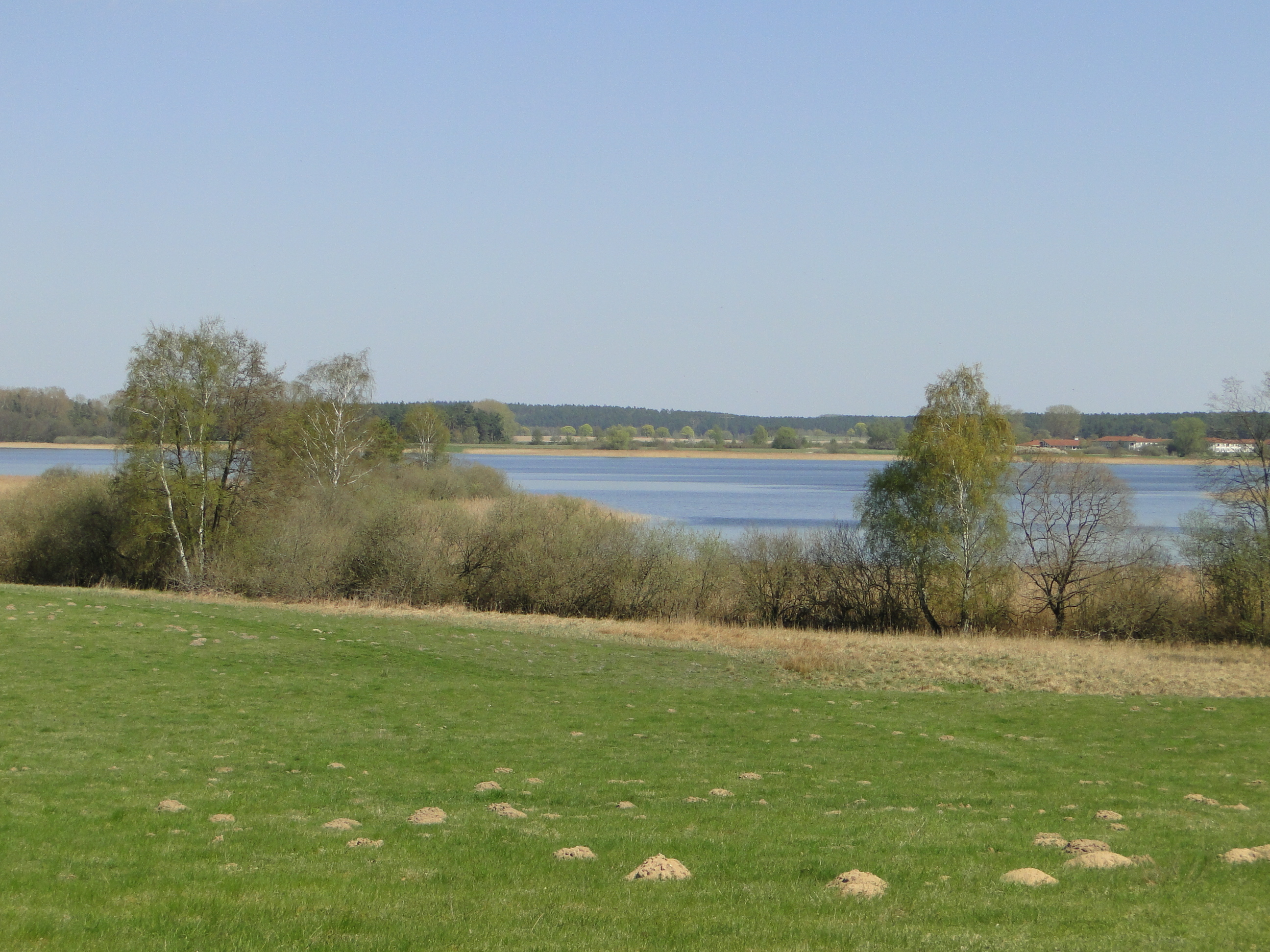
Garder See (2011)
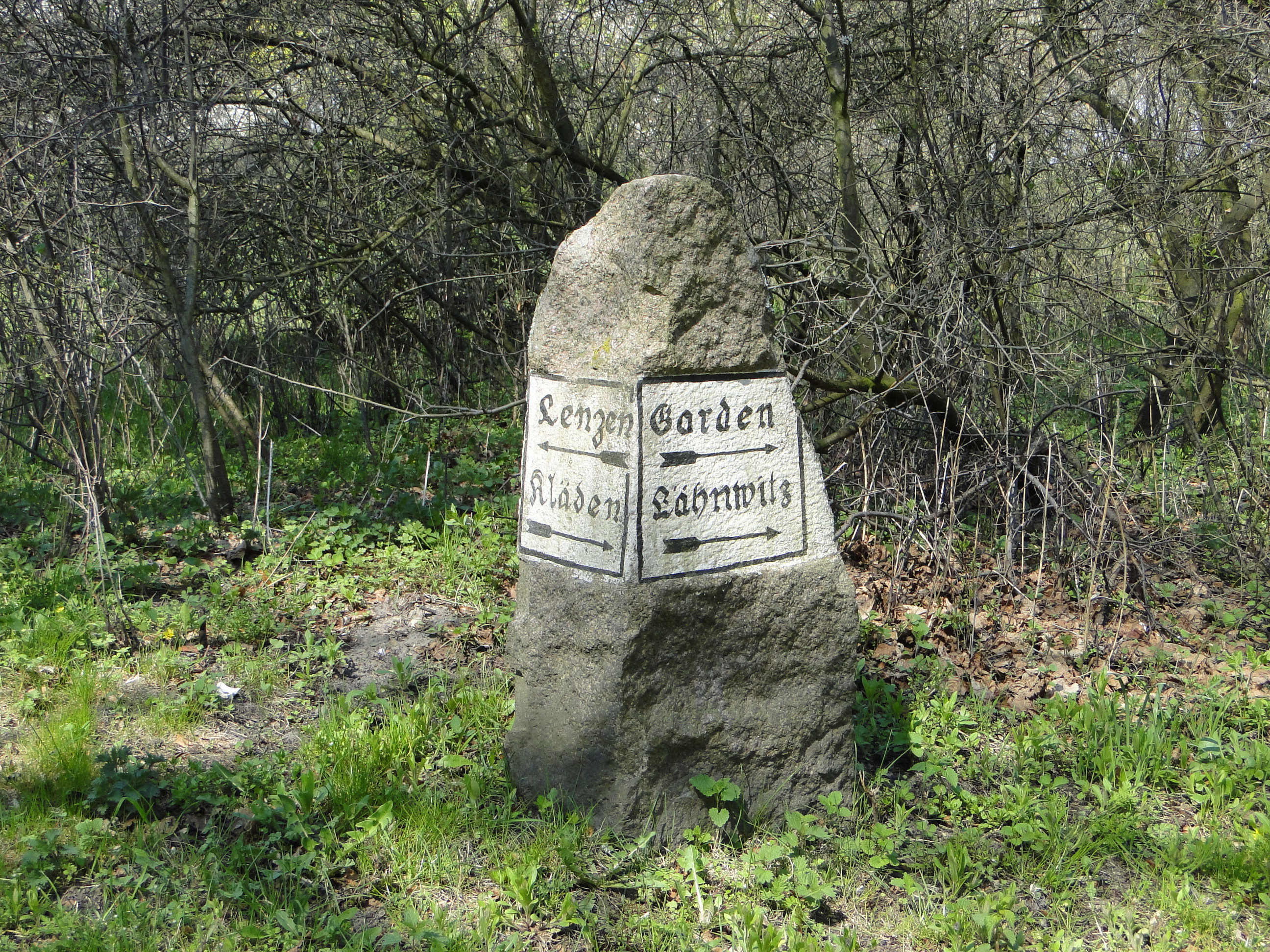
Wegweiserstein (2011)

#### Mühle
Die Garder Mühle bei Garden wurde 1263 als „die muhle im dorff Gardene“ erwähnt, als Papst Urban IV. das Kloster Dobbertin und dessen Güter in seinen Schutz nahm. Auf der Karte Hoinckhusen von 1700 liegt die Wassermühle „Garder Moll“ westlich des Dorfes zwischen dem Garder See und dem Woseriner See. Nach dem Amtsprotokollbuch des Klosters Dobbertin wurden 1587 dem Garder Müller Hans Hass(ß)e die Schweine gepfändet und 1588 war Claws Kläwen, ein Altmüller in der Garder Mühle, gestorben.
1598 findet sich im Clagebuch des Klosteramtsgerichts ein Vermerk über den Streit des Müllers Hans Haße mit seinem Schwiegersohn Jochim Anders, Müller zu Teterow wegen zustehender Erbschaft.
Nach der Reformation ist im Protokollbuch des Klosteramtes Dobbertin am 18. Mai 1610 vermerkt, das unter dem damaligen Klosterhauptmann Joachim von Oldenburg „nach geflogener Unterhandelung“ die Mühle für „hundert gülden Mecklenburgische wehrung die Garrder Mülle als erbmühle“ der Familie Hass(ß)e vermacht wurde. Doch in den kommenden Jahren sollte es weitere langwierige Prozesse des Gardener Müllers Joachim Detloff Hass(ß)e wegen Erbmühlengerechtigkeit, Verpachtung und Erhöhung der Pacht gegen das Klosteramt gegeben haben. Nach Klage der Klosterbeamten gegen den Müller Joachim Detlof Hass(ß)e wegen eigenmächtig erweiterter Grenzen der Mühlenkoppel und abgehauenen Holzes ließ sich 1714 der Herzog einen Bericht über die Gardener Mühle zukommen.
Während des Dreißigjährigen Krieges war in den unruhigen Zeiten auch die Wassermühle abgebrannt.
Eine Sonderstellung nahm die Garder Mühle ein, denn von 1642 bis 1738 überließ man der Familie Haße die Erbpacht, da das Klosteramt Dobbertin die Kosten für den Wiederaufbau der abgebrannten Mühle dem Pächter nicht zurück erstatten konnte. Das recht ungewöhnliche mit Detle(o)v Haße am 14. Juli 1642 abgeschlossene Dokument, indem das Klosteramt der Not gehorchend die Mühle als Erbmühle bestätigte, sollte sich durch die aus dem Klosteramt eingefügten Vorbehalte noch ein langwährender Rechtsstreit entwickeln. 1694 musste der Klosterhauptmann Christoph Friedrich von Jasmund dem Müller Johann Haße die vereinbarten Rechte zugestehen, doch 1710 versuchte das Klosteramt, dem Müller die Pacht zu erhöhen. Der Prozess spielte sich vor dem kaiserlichen Gericht in Wetzlar ab, nachdem der Herzog Carl Leopold verfügt hatte, dem Müller den Besitz der Mühle und des Ackers bis zu einer endgültigen Lösung zu belassen.
Zwischen dem Müller Johann Hass(ß)e und dem Klosteramt Dobbertin dauerte der Kleinkrieg um den Rechtsstreit der Erbmühle noch ein Jahrzehnt. 1719 klagte der Müller Joachim Detloff Hass(ß)e gegen das Klosteramt wegen eines Ackerstückes auf dem Pilgerberg. Auch um die Schankrechte für Bier und Branntwein wurde gestritten.  1721 beschwerten sich die Gardener Bauern beim Klosteramt, dass der Müller seine 30 Schweine, 14 Schafe und Lämmer, 18 Kühe, 4 Pferde und 50 Gänse auf ihren Feldern hütete und sie dadurch ruiniert würde. Daraufhin ließ das Klosteramt das Vieh vom Müller nach Dobbertin treiben. 1728 klagte der Müller gegen die Klosterbeamten wegen unrechtmäßigen Wegtreibens und Pfänden der Schweine. Erst 1738 mit dem neuen Pächter Otto Gabriel Schippenhauer endete der Mühlensteit. Der Klostersyndicus Hofrat Christoph Knövenagel korrespondierte dabei mit dem Landeskonsulenten Thym, dem Landessekretär Decker, den Reichshofrats-Agenten von Praun und von Middelburg sowie dem Baron von Behr in Wien.
Nach dem Inventarium von 1734 gab es neben dem Mühlenhaus noch das Backhaus, den alten Stall, die hinterste und fördertste Scheuer und den Stall mit Keller. Dazu gehörten noch der Garten, Ackerland, Wiesen, der Aalfang und die Bachfischerei. 1778 hatte das Klosteramt Dobbertin die Absicht, die Wassermühle durch eine Windmühle zu ersetzen, was auch 50 Jahre später erfolgte. Bei der Verpachtung der Mühle 1802 hatten sich 11 Müller beworben, ein Zeichen, wie lukrativ diese Mühlenpacht war. Den Zuschlag erhielt Dietrich Held aus Karcheez. 1791 bewilligte der Landtag zu Sternberg den Bau eines Mühlen-Hauses unter Aufsicht der Dobbertiner Klostervorsteher. 1808 wurde erstmals eine an das Mühlenhaus angebaute Ölmühle genannt. Als 1814 der Pachtvertrag trotz Pachtrückstand mit dem Müller Schultz bis 1826 verlängert wurde, hatte er dem Klosteramt dafür jährlich 75 Pfund Aale und der Amtsküche 25 Pfund Aale und 10 große Krebse zu liefern. Bei der Neuverpachtung der Mühle 1826 war das Klosteramt schon zu der Erkenntnis gekommen, auf dem nördlich der Wassermühle liegenden Hügel eine Windmühle zu errichten. Der Bau einer Windmühle war schon am 11. November 1824 auf dem Landtag in Malchin genehmigt worden. Die holländische Windmühle war nicht nur leistungsfähiger, sondern auch billiger als eine Wassermühle. Die Windmühle wurde im Herbst 1828 in Betrieb genommen, die Wassermühle stillgelegt und die zum Mühlengehöft gehörenden Gebäude durch die holländische Windmühle mit genutzt. Im Mecklenburg-Schwerinschen Anzeiger vom 30. Juli 1834 wurde über die weitere Verpachtung der Windmühle berichtet. Am 26. Mai 1897 fand im Großherzoglichen Amtsgericht die Zwangsversteigerung des Erbmühlengehöfts Garder Mühle statt. Den Zuschlag erhielt als Meistbietender der Erbpächter Paul Mau aus Groß-Niendorf. Der Käufer hatte auch das mit zu übernehmen. Zum Klosteramt Dobbertin gehörigen Grundstück des Erbmühlengehöfts gehörten neben Garten, Acker, Wiesen, Weiden auch größere Gebäude, wie die gangfähige Holländische Windmühle, ein Wohnhaus, ein Pferdestall, eine Scheune, ein Vieh- und Schweinehaus und zwei Dorfkaten in gutem Zustande.

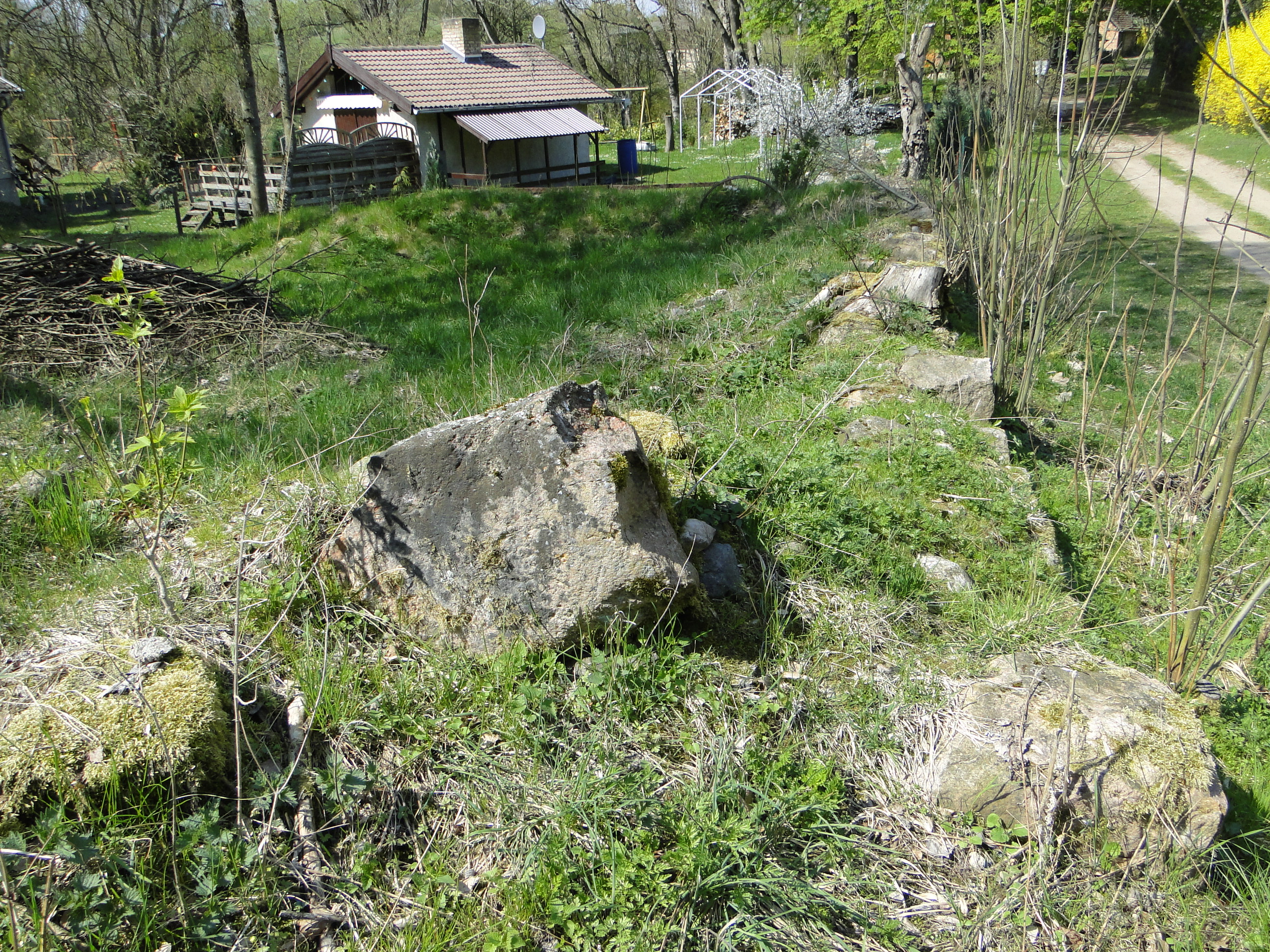
Fundamentreste der Garder Mühle (2011)

Mühlenpächter und Müller in Folge waren:
- erwähnt 1598 Hans Hass(ß)e
- erwähnt 1610 Hans Hass(ß)e
- erwähnt 1642 Detloff Hass(ß)e
- 1690–1703 Johann Hass(ß)e
- erwähnt 1714 Detloff Hass(ß)e
- 1714–1738 Joachim Detloff Hass(ß)e
- 1738–1741 Otto Gabriel Schippenhauer, Haße's Schwiegersohn
- 1741–1745 Johann Friedrich Sarcander
- 1745–1763 Friedrich Hermann Bertram Ahrens
- 1763–1766 Johann Christian Hecht
- 1766–1776 Reimar Daniel Ernst Prager
- 1776–1803 Friedrich Wurlich (Wurrlich).[70]
- 1803–1809 Dietrich Held aus Karcheez
- 1809–1834 Schultz aus Suckwitz
- erwähnt 1834 Schultz aus Garden mit der neuen Windmühle
- 1897–1928 Paul Mau aus Groß Niendorf

An die frühere Wassermühle erinnern inzwischen nur noch einige erhaltene Fundamentreste.

### Gerdshagen

#### Historische Entwicklung
Fürst Nikolaus von Rostock beurkundete 1237 die nördlichen Grenzen des Dobbertiner Klosteramtsgebietes; darunter waren auch die vierzig Hufen in Gerdesshagen. Am 13. Dezember 1382 verpfändete in Güstrow Fürst Lorenz von Werle-Güstrow dem Kloster Dobbertin alle fürstlichen Rechte und Gefälle aus Gerdshagen. Seitdem gehörte das Dorf zum nördlichsten Klosteramtsgebiet bis 1918.
Gerdshagen gehörte immer zum Kirchspiel Lohmen, besaß aber bis ins 19. Jahrhundert eine eigene Filialkapelle mit Ackerland und Wiesen, die nach Verfall 1863 abgetragen wurde.
Im Dreißigjährigen Krieg war das Dorf fast wüst. Aus den nördlichen neun Hufen und einem Stück des alten Kirchenlandes entstand danach das Klostergut. Im südlichen Dorf blieben sechs Bauernhufen bestehen, die vererbpachtet wurden. 1649 erfolgte durch das Klosteramt die Übergabe von Bauernstellen in Gerdshagen.
Schon ab 1643 hatte das Dobbertiner Klosteramtsgericht auch in Gerdshagen Ordnung mit Gerichtsangelegenheiten zu schaffen. Es gab Verhandlungen zu Diebstahl, Schlägereien, Schwängerung, Hurerei, Unzucht, Viehseuchen, Schuldenbegleichung und Grenzstreitigkeiten. In den Jahren des Pensionärs Lemcke gab es um 1728 beim Klosteramt Dobbertin öfters Gerichtsverhandlungen wegen Nichterfüllung des Pachtkontraktes durch zugefügte und erlittene Sturmschäden, aber auch wegen seines respektlosen Benehmens und der Misshandlung seiner Untergebenen.
Auf dem Landtag zu Sternberg wurde am 25. November 1783 der Klosterhauptmann von Krackewitz gelobt, weil er statt des bewilligten Bau eines neuen Schafstalles den alten reparieren ließ und einen Katen mit zwei Wohnungen baute. 1785 wurde ein Bauernhaus und 1796 eine Scheune gebaut.
Wegen Entziehung vom Militärdienst wurde 1823 der Schmiedegeselle Ahrens vom Dobbertiner Klosteramtsgericht im Beisein des Klosterhauptmanns Rittmeister von Raven auf Müsselmow, des Syndicus Hofrat Trotsche aus Güstrow und des Küchenmeisters Gustav Schulze verurteilt und in die Festung nach Dömitz verbracht. Sein Wanderbuch von 1817 ist im Landeshauptarchiv Schwerin noch vorhanden.
1819 hatte das Dorf 264 Einwohner. Zwischen 1830 und 1845 soll es westlich von Gerdshagen eine Kalkbrennerei gegeben haben. Die Anhöhe zwischen Klein Upahl und Gerdshagen wird als Kalk-Barg bezeichnet. 1847 wurde das Schulhaus umgebaut und 1852 ein Pferdestall gebaut. Das Local-Committe des Landtages hatte 1855 das baufällige Pächterhaus in Gerdshagen begutachtet und die Herren Klostervorsteher beauftragt, zum nächsten Landtag einen „mit Genauigkeit entworfenen, sorgfältig revidierten Riß und Anschlag für ein massives Pächterhaus vorzulegen“. Im Januar 1856 lieferte Baumeister Rudeloff aus Güstrow einen Kostenanschlag. Doch die Ausführung erfolgte ab Oktober 1856 durch den Dobbertiner Baumeister Dreyer mit den Handwerkern vom Klosterbauhof aus Dobbertin, denn nach Wünschen des Pächters Müller wurde die Wohnung etwas vergrößert. Dafür ließ er die Verzierungen am Mauerwerk „als mit den klimatischen Bedingungen des Nordens nicht verträglich“ weg. Die Mauerziegel lieferte die klostereigene Ziegelei in Suckwitz. Das Pächterhaus war Ende 1857 vollendet. Nach der Besichtigung des 1858 neuerbauten Pferdestalls durch die Herren Revisoren vom Landtags-Committe wurde die solide und zweckmäßige Ausführung mit Wölbung zwischen den Balken für gut befunden. Eine auf dem Kirchenacker gestandene und nach Jahren verfallene Kapelle, in der einst ein Schmied wohnte, wurde 1863 abgetragen. 1869 wurde der Pachtvertrag bis 1884 mit Carl Glanz aus Klein Niendorf abgeschlossen, da der als tüchtig bekannte Sohn die auferlegten Verpflichtungen erfüllen sollte.
Zum weiteren Ausbau des Dorfes Gerdshagen, dessen Katen wegen Baufälligkeit und ungesunder Lage nach und nach durch neue ersetzt werden mussten, schlugen 1877 die Klostervorsteher den Bau eines fünfhischigen Katens nebst Stall ganz in der Ausführung der drei 1876 neu erbauten Katen vor, welche sich als zweckmäßig bewährt hätten.
Von 1885 bis 1886 wurde der neue massive Schafstall gebaut, den Kostenanschlag und die Zeichnungen lieferte der Dobbertiner Amtsmaurermeister Andreas. 6000 Mauerziegel kamen aus Ganschow und 6200 Mauerziegel aus der klostereigenen Hellberg-Ziegelei. Die Dachpappe lieferte die Pommersche Asphalt- und Steinpappe-Fabrik in Stargard. Das Fensterglas lieferte der Glasermeister Bühring aus Güstrow. Im Jahr 1889 war der neue Füllenstall vollendet.
1890 gab es neun Erbpächter und einen Hof in Gerdshagen. Von 1896 bis 1898 wurde ein Viehhaus von 46 Meter Länge und 17 Meter Breite für 144 Kühe gebaut. Den Kostenanschlag mit zwei Blatt Zeichnungen lieferte der Dobbertiner Amtsmaurermeister Andreas, die 80000 Mauerziegel kamen aus Ganschow, die Dachpappe lieferte Riedel aus Rostock, die Abrechnung erfolgte 1897 mit 24.319,04 Mark. Der im Sommer 1896 durch Blitzschlag erfolgte Abbrand des Viehhauses und mit den beim Wiederaufbau verknüpften Lasten hatten die Klostervorsteher den Pachtvertrag mit Paul Sturm bis 1912 verlängert. Da der Schweinestall nicht mehr genug Raum für die zu haltenden Tiere hatte, errichtete 1897 der Dobbertiner Amtsmaurermeister Andreas einen Anbau, dessen Baukosten sich während der Fertigstellung auf 4.120,19 Mark erhöhten. Am 5. Juli 1907 mittags 12 Uhr brannte eine massive Scheune mit Rohrdach durch Blitzschlag komplett ab, die massiven Ringmauern blieben aber zum großen Teil stehen. Unter deren Benutzung wurde die Scheune in ihrer bisherigen Größe mit Pappdach wiederhergestellt. Die Brandentschädigung betrug nach Gutachten des Großherzoglichen Distriktbaumeisters Voß aus Hagenow 6.242,22 Mark. Im Jahr 1911 wurde auf dem Gutsgebiet ein Schmiedekaten für 4.936,14 Mark gebaut. Der Neubau eines Stalles 1913 kostete nur 3,15 Mark mehr.
Pächter in Folge waren:
- 1772–1806 Lembcke[91]
- erwähnt 1785 Knebusch[92]
- 1806–1813 Baetcke[93]
- 1813–1855 Müller und Sohn Pachtkontrakt 1842 verlängert.[94]
- 1855–1869 Peter Ludwig Heinrich Theodor Müller[95]
- 1869–1884 Carl Glantz[96]
- 1884–1897 Kammerpächter Friedrich Sturm aus Tempzin, danach sein ältester Sohn Paul Sturm.[97]
- 1897–1912 Paul Sturm[98]

1812 wurde der Bau einer Bauernscheune und 1814 der Bau eines zweihischigen Katens, ein eingeschossiges Haus aus gebrauchten Hölzern mit zwei Eingängen für zwei Wohnungen, genehmigt.
Das Klosteramt Dobbertin hatte 1918 eine neue Gemeindeordnung beschlossen. Nach Auflösung des Klosteramtes 1919 wurde das Klostergut staatliche Domäne. Es gab neun Erbpachthöfe, zwei Büdner und einen Häusler; Büdner übten die Landwirtschaft im Nebenberuf aus und Häusler waren Besitzer eines kleinen Hauses mit Stallteil für eine Kuh.
Im Jahr 1937 wurden der Klosterhof und das Dorf gemeindlich wieder zusammengelegt.
Während der Bodenreform nach eendigung des Zweiten Weltkriegs wurde das Klostergut 1945 aufgesiedelt und die Bauern gründeten 1953 die erste LPG in Gerdshagen. 1965 schlossen sich die LPG Gerdshagen und Klein Upahl zusammen, 1969 bildeten die LPG Gerdshagen und Lohmen eine gemeinsame Kooperative Abteilung Pflanzenproduktion (KAP). Das bis 1990 durch die Gemeinde genutzte Gutshaus wurde verkauft, brannte danach aus und wurde abgerissen.

### Lähnwitz

#### Historische Entwicklung
Lähnwitz ist eine kleine Siedlung westlich von Garden am Lähnwitzsee gelegen. Das slawische Dorf Lonnewitz lag auf Sandboden und muss bereits sehr früh untergegangen sein. Am 25. April 1414 wurde von den Cramons aus Borkow, Ruchow und Sternberg bezeugt, dass Magdalene Rodenbeke wegen 450 Mark lübisch Schulden ihren Hof und das Dorf Lenzen und sechs Hufen zu Lenneitz verpfändet. Zeugen waren damals Hermen Cremon zu Borkow, Reimer Cremon zu Mustin, Hans Cremon zu Sternberg und Niclaus Schakke Priester und Vikar zu Ruchgouw, das heutige Ruchow. Der Propst Nicolaus Behringer und die Priorin Anne Wamekowen vom Kloster Dobbertin erwarben am 15. August 1447 den Hof zu Lenzen mit vier Hufen und sechs Hufen auf der Wüstung Lennevitz mit Rechten und Gericht für 700 Stralmark. 1448 kaufte das Dobbertiner Nonnenkloster weiter vier Hufen dieser Feldmark. Weitere zehn Hufen „des wüsten dorfes Lennevitze“ erwarb das Kloster 1471 für 400 Mark lübisch von Olde Ghereke Buther und seinem Sohn Gherd. Am 9. Oktober 1475 verkauften die Güstrower Brüder Ludke dem Klosterprovisor Helmold von Flotowen und der Priorin Katharina Oldenborch ihre zehn Hufen für die Aufnahme ihrer Schwester in das Kloster Dobbertin.
Der Name des untergegangenen Dorfes aber lebte in der Ziegeley von Laehnwitz, die erstmals 1642 genannt und ab 1840 Forsthaus wurde. 1475 kauften die Dobbertiner Pröpste Helmich von Flotow (Helmold Vlotow) und Johann Goldenbaghe mit der Priorin Katharina Oldenburg (Oldenborch) und Unterpriorin Metke van dem Werder 10 Hufen in der Feldmark des wüsten Dorfes Lennevitz, zwischen Klein Uphal und Garden gelegen, für 600 Strahmark.
In den Jahren von 1600 bis 1695 war der Pächter der Garder Mühle verpflichtet, den Ton für die Ziegelei heranzufahren und erhielt dafür vom Klosteramt jährlich zehn Gulden. Zwischen 1714 und 1737 gab es Grenzstreitigkeiten zwischen der Ziegelei Lähnwitz und Bolz. 1819 hatte Lähnwitz 8 Einwohner, darunter der Ziegler Müller mit Frau und Sohn, den Knechten Zellmann und Paglow mit Sohn und der Ziegler Kleve. 1842 erfolgten kleinere Bauten durch das Klosteramt.

#### Forsthaus und Forsthof
Nach Verlegung der Ziegelei auf die Lohmer Feldmark wurden die Forstarbeiter aus Klein Upahl nach Lähnwitz umgesiedelt. 1855 wurde ein neuer Schafstall gebaut, die Genehmigung dafür holte man sich am 18. November 1856 auf dem Landtag zu Malchin.  1857 hatte Lähnwitz mit dem Forsthof 18 Einwohner. Förster waren:
Förster
- 1817–1827 Förster Stange.
- 1845–1880 Förster Pflugradt, vorher in Klein Uphal.
- 1881–1890 Förster Schröder.
- 1891–1910 Förster Heinrich Schröder.
- 1912–1916 Förster Arthur Seelig.
- 1927–1937 Förster Hornung, danach Revierförster.

1906 erfolgte der Anbau an einen Katen in Lähnwitz.
Im 21. Jahrhundert besteht Lähnwitz nur noch aus dem Forsthaus und dem Schafstall des ehemaligen Forsthofes als Ferienwohnungen des Forstamtes am Lähnwitzsee.

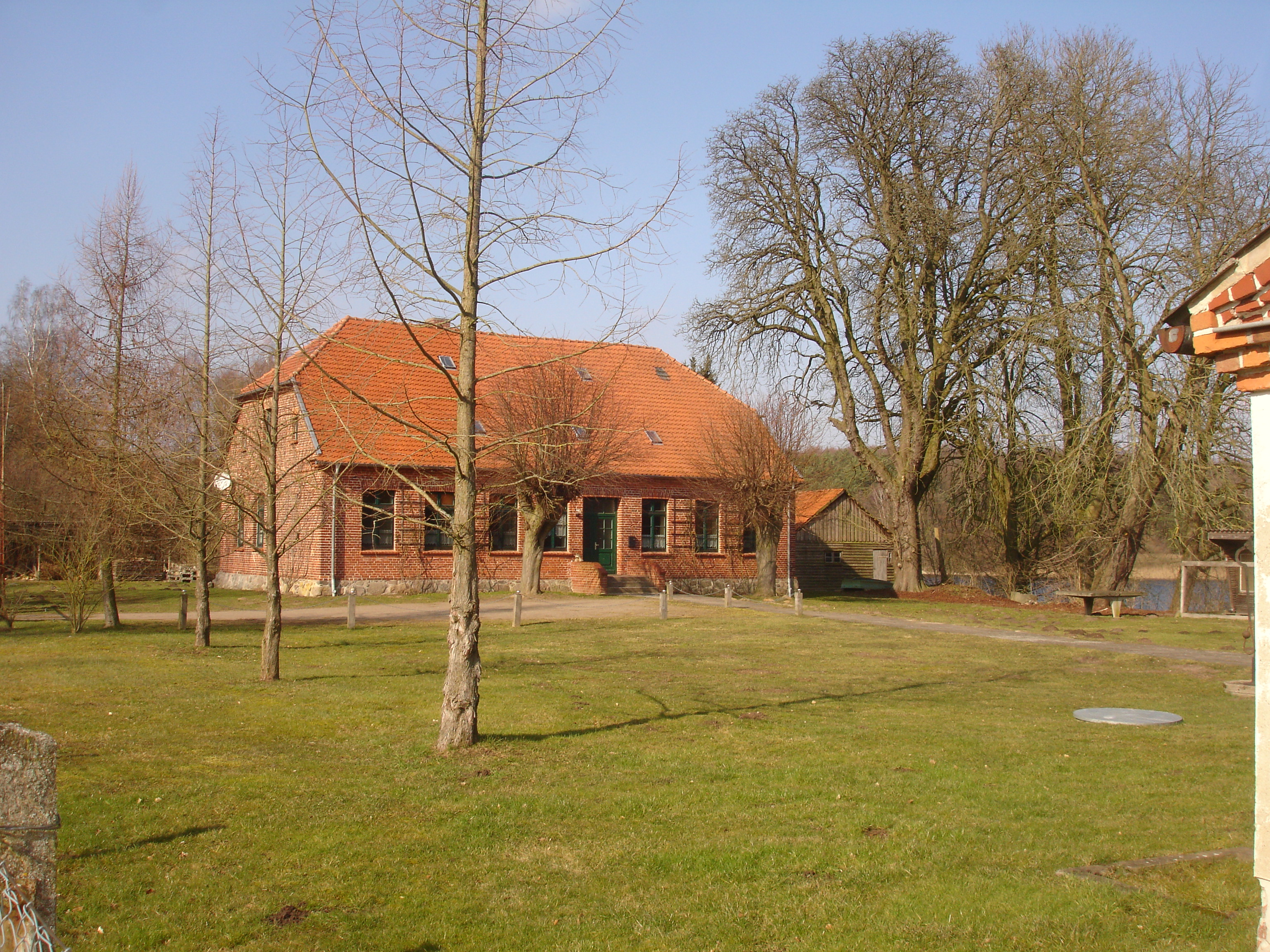
Forsthaus Lähnwitz (2016)
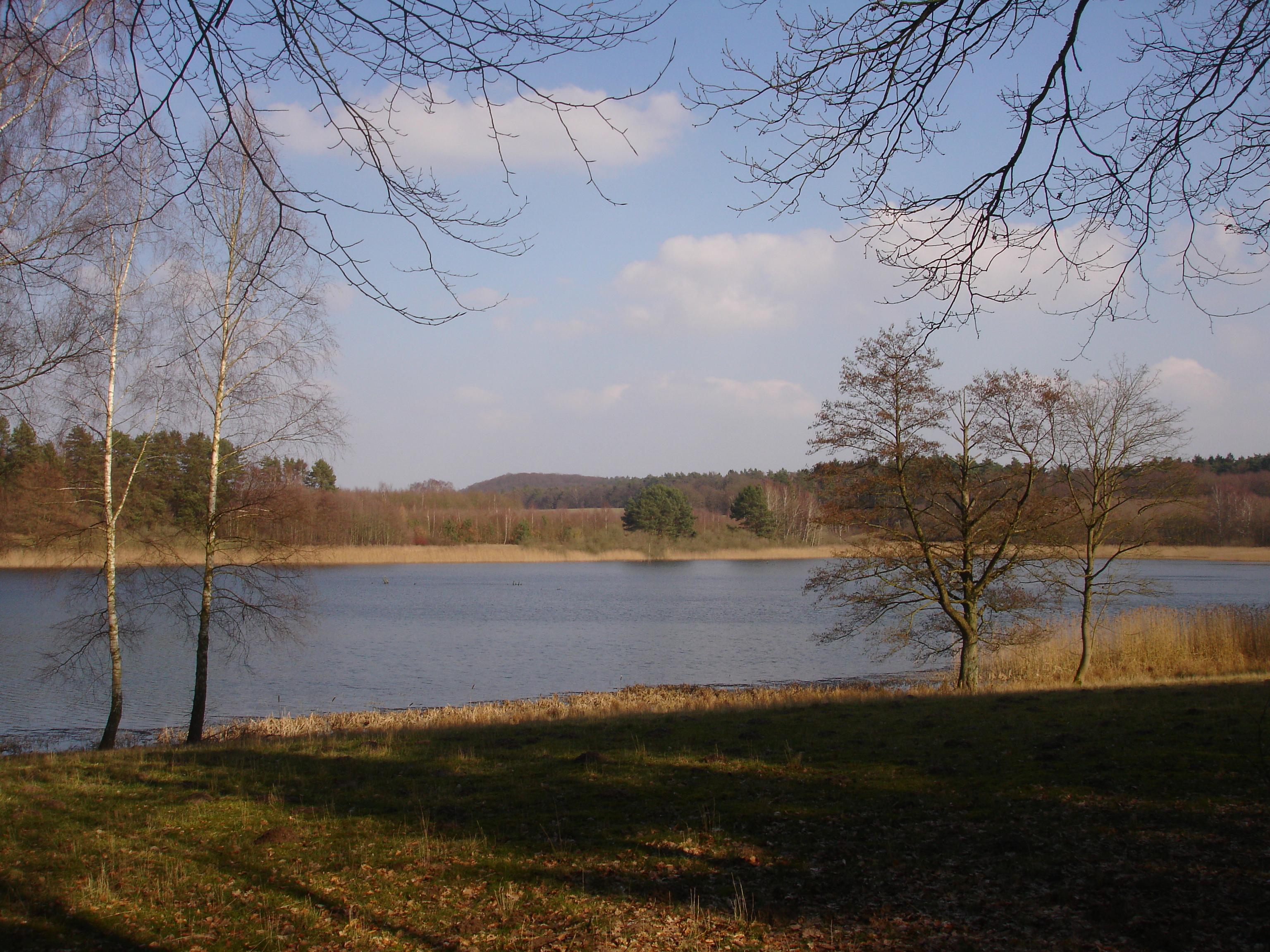
Lähnwitzsee (2016)

Auch über Lähnwitz gibt es geschichtlich interessante Sagen. Auf dem Kirchhof südlich vom See soll früher eine Kirche gestanden haben. Bei deren Zerstörung kamen die Glocken in den See. Alle Jahre am Johannistage zur Mittagszeit tauchten sie aus dem See auf und blieben eine Stunde am Ufer. Vor mehreren Jahren hatte man ein Teil des Sees durch Ablassen des Wassers zu einer Wiese gemacht, aber keine Glocke gefunden. Der Acker, auf dem die Kirche gestanden haben soll, heißt noch heute Kapellenacker. Zum Kapellenacker wird erzählt, dass in früheren Zeiten um diesen ein nicht sehr großes Dorf mit einer Kirche gestanden haben soll. Nachts um zwölf ist mal einer dort vorbeigekommen. Der hatte das Dorf und die Kirche stehen sehen. Doch dann schlug es vom Turm ein Uhr und fort war der Spuk.

#### Ziegelei
Die Anfänge dieser Ziegelei, die sich im Besitz des Klosters Dobbertin befand und nur verpachtet wurde, reichen bis in die zweite Hälfte des 17. Jahrhunderts zurück. In den Haupt-Registern des Klosteramtes ist 1674 und 1675 verzeichnet, dass rund 9000 Dachziegel und 9750 Mauersteine in zwei Öfen, in dieser Zeit noch einfache Meiler, gebrannt wurden. Der Ziegelmeister Otto Peterßen hatte mit seinem eigenen die Erde beizubringen. Er soll auch Kalk gebrannt haben. Damals waren vier bis fünf Brände im Jahr möglich.
1691 ist in den Kontributionslisten des Klosters Dobbertin ein Ziegler Christoffer Grimmen in Lähnwitz genannt worden. Von 1690 bis 1695 war Johann Hasse als Pächter der Garder Mühle verpflichtet, den Ton für die Ziegelei heranzufahren, wofür ihm jährlich zehn Gulden vom Klosteramt erstattet wurden. 1692 wohnte der Ziegler Daniel Schultze in Lähnwitz. Auf der Karte von Hoinckhusen von 1700 mit der Beschreibung der Ämter Sternberg, Goldberg und dem Kloster Dobbertin wurde nordöstlich von Garden die Angabe Lohnfitz und im dazugehörigen Textblatt die Ziegelei Lähnfitz erwähnt. Diese Ziegelei lag südlich von Lohm an der Handelsstraße, die von Herzberg nach Güstrow führte.
1714 kam es zu Grenzregulierungen zwischen der Ziegelei Lähnwitz und Bolz. Im Kirchenvisitationsprotokoll von 1737 wurde vermerkt, dass das Wohnhaus in mittelmäßigem Zustand sei, der Ziegelofen gut ist und 26 000 Steine gebrannt hat, aber nur 12 – 14000 getrocknet wurden. Im Haupt-Register des Jungfräulichen Kloster-Amtes Dobbertin 1754 - 1790 mit Interims-Hauptmann und Provisor von Bülow, Erb-Herr auf Woserin und Küchenmeister Engelk Paschen Friese ist exakt aufgelistet, wie viel Mauersteine und Dachsteine der Zieglermeister Köppen wohin geliefert hatte. So nach Upahl, Kläden, Gerdshagen, Altenhagen, Spendin, Lohmen und Dobbertin. Darunter waren auch die Pfarrhäuser in Mestlin, Lohmen, Kirch Kogel und Dobbertin sowie die Kirche in Woserin. 1754 errichtete der Zimmerermeister Ahrens die Ziegelscheune, die 1783 erneuert wurde. Auf der Wiebekingschen Karte von 1786 sind am Südufer des Lähnwitzer Sees drei Gebäude eingezeichnet.
Zieglermeister und Ziegler in Folge waren:
- erwähnt 1691 Christoffer Grimmen, Ziegler.
- 1692–1713 Daniel Schultze, Ziegler, wurde 1704 noch im Beichtkinderverzeichnis erwähnt.
- 1743–0000 Paul Kasten, Ziegelmeister.
- 1745–0000 Johann Ernst Eichstaedt, Ziegelmeister.[117]
- 1751–0000 Lorentz Casten, Zieglergeselle.
- 1751–1758 Köppen (Köpcke), Ziegelmeister.
- 1773–1777 Christoph Eichstaedt, Ziegelmeister.[118]
- 1783–0000 Johann Blohm, (Bluhinus)
- 1789–0000 Wurlich, Ziegelmeister.
- 1798–0000 Zieglergeselle Roggentin und Hansen.
- 1805–1810 Joachim Christoph Böth, Ziegelmeíster.
- 1807–0000 Johann Jochen Lange, Zieglergeselle.
- 1817–0000 Johann Jochen Ernst Müller, Ziegler.
- 1819–0000 Kleve, Ziegler.
- 1822–0000 Daniel Adam Mü(e)ller, Zieglergeselle.
- 1840–0000 Daniel Schult.

Aus den Verträgen geht hervor, dass der Verkauf der Ziegel und des Kalkes durch das Kloster und nicht durch die Pächter erfolgte. Heute künden nur noch die Klosterakten von der ehemaligen Lähnwitzer Ziegelei.

### Nienhagen

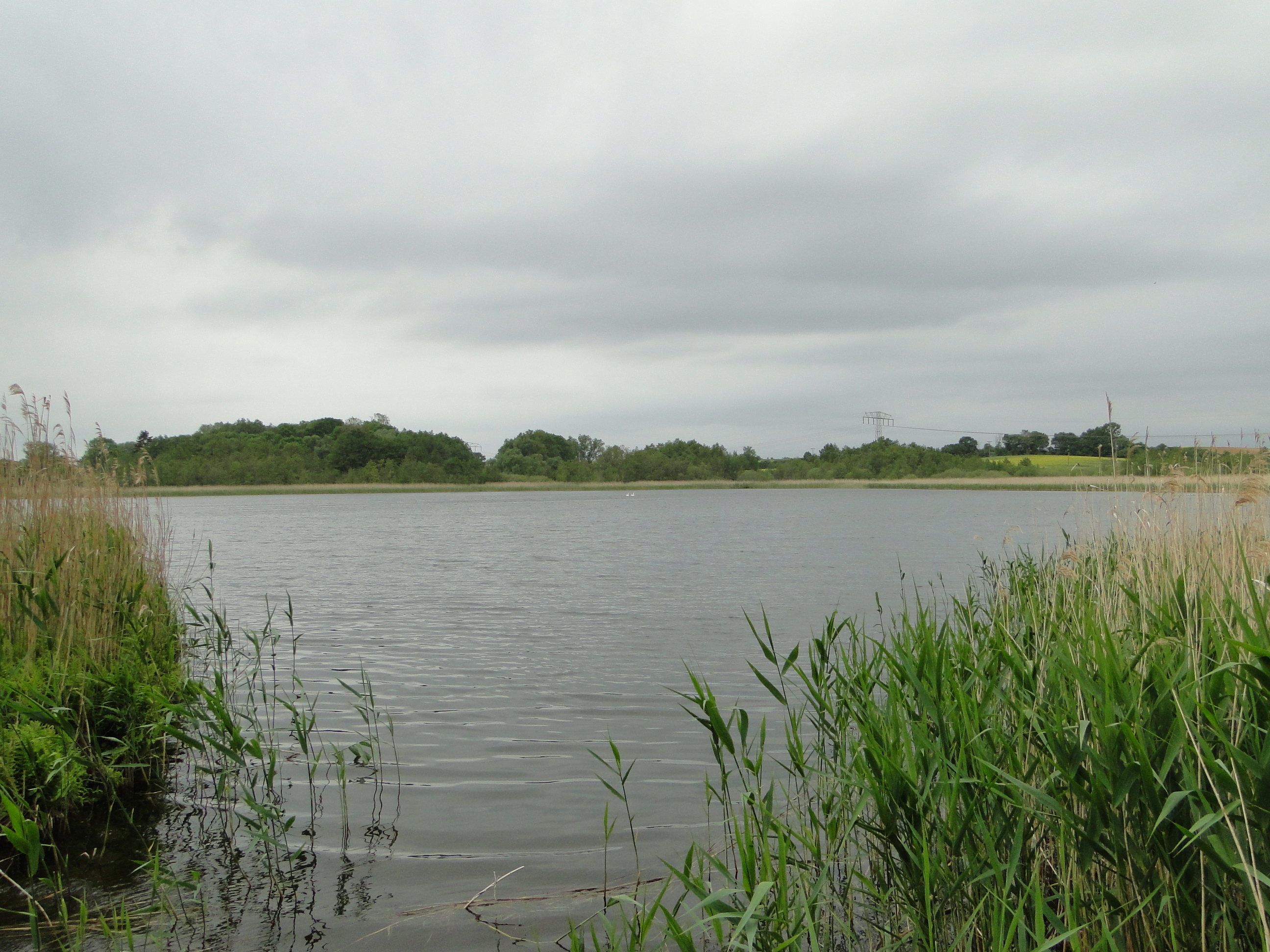
Nienhäger See (2011)

Nienhagen liegt dierektan der nordwestlichen Naturparkgrenze südlich von Lohmen. 1267 verkaufte der Dobbertiner Klosterpropst Vollrath den Bauern aus Wolfsramshagen eine Waldfläche, auf der sich einst ein slawisches Dorf befunden hatte. Auf diesem Flurstück entstand Nienhagen. Die Stelle des ehemaligen Wendendorfes konnte durch Scherbenfunde auf einem ins Tal vorspringenden Abhang festgestellt werden. Um 1630 soll es dort vier von Bauern bewirtschaftete Hufen und ein Katen gegeben haben. Nach dem Dreißigjährigen Krieg erfolgte um 1650 die Wiederbesetzung der Bauerngehöfte. 1728 waren drei Hufen besetzt. 1797 gab es dort sieben Bauernhöfe und ab 1842 wurden fünf Erbpachthöfe geschaffen. Nach 1850 verkaufte der Erbzinsmann Fründt seine Erbpachtstelle an Joachim Knevow aus Altenhagen. 1857 hatte Nienhagen 58 Einwohner.
Der alte Ortskern lag am Südufer des Nienhäger Sees. 1955 wurde Nienhagen mit Altenhagen eine LPG, die sich 1958 mit den Nachbarorten zu einer großen Genossenschaft vereinigte. Nienhagen ist als Dorf heute nicht mehr erkennbar und wird mit seinen zwei Resthöfen als Wohnsiedlung genutzt.
Einer Sage nach sollen im Nienhäger See zwei Glocken der ersten Dobbertiner Klosterkirche versenkt worden sein.

### Oldenstorf
Oldenstorf wurde 1237 bei der Bestätigung des nördlichen Dobbertiner Klostergebietes erstmals als muhle Odewinesthorp genannt. 1277 kam dann auch das dorff Oldenssdorp in Besitz des Klosters Dobbertin. 1345 wurde dem Klosterpropst Thidericus nochmals der Besitz des Dorfes und der Mühle Oldenstorf durch Fürst Johann III. von Werle-Goldberg bestätigt. 1402 verkaufte Balthasar als Herr von Werle mit Zustimmung seiner Gemahlin Euphemia alle fürstlichen Rechte auch am Dorf Oldenstorf samt der Mühle daselbst an Propst Nicolaus Mestorp und die Priorin Ludgard von Preen vom Nonnenkloster Dobbertin. Danach wurde in unmittelbarer Nähe der Mühle das neue Dorf mit drei Katen errichtet. Nicolaus Mestorp kam als Stiftskanoniker
vom Güstrower Dom nach Dobbertin und starb dort 1417 als Propst des Nonnenklosters. Seine Grabplatte steht heute noch im südlichen Kreuzgangflügel der Klausurgebäude im Kloster Dobbertin.
1441 hatte Oldenstorf acht Hufen und drei Katen, 1540 und 1627 waren es zehn Hufen als Wirtschaftsbetrieb eines Bauern, auch Hufner genannt.
Mitte des 17. Jahrhunderts gab es in Oldenstorf zehn Bauern und sieben Kossaten als Kleinbauern mit geringem Landanteil. 1728 und 1770 fand man auf einem 700 Meter östlich des heutigen Dorfes auf der „wüste Dorfstell“ Bruchstücke wendischer Keramik.
1801 wurde der Bau eines Katens bewilligt. 1818 wurde für Möller eine Scheune errichtet. 1819 wurden im Dorf 177 Einwohner gezählt. Darunter waren acht Bauern mit ihren Familien, Knechten, Mägde und Tagelöhner sowie ein Weber, ein Schneider und der Schulmeister mit seiner Familie. 1826 erfolgte die Wiederbesetzung der Schulmeisterstelle. 1836 erfolgte der Anbau eines kleinen Stalles am Schulmeisterhaus. Mit neun Erbpächtern der Hufen I. bis IX. blieb Oldenstorf bis in das 20. Jahrhundert hinein eines der größeren Bauerndörfer in dieser Region. Von 1841 bis 1876 führten auch die Erbpächter von Oldenstorf Prozesse gegen das Klosteramt Dobbertin wegen Mahl- und Schmiedezwang. 1867 wurde ein massiver zweihischiger Katen mit Altenteilswohnungen von 80 Meter Länge mit geteertem Pappdach errichtet. Dazu kam noch ein 66 Meter langer massiver Stall mit geteertem Pappdach.
Dorfschulzen in Folge waren:
- 1856 Roloff, Joachim
- 1870 Roloff, Joachim, sein Sohn
- 1898 Roloff, Fritz, Hufe II.
- 1924 Peters, Hufe VI.

Mit neuen Erbpächtern blieb Oldenstorf bis in das 20. Jahrhundert eines der größeren Bauerndörfer dieser Region. 1907 erfolgte ein Schulhausanbau in Oldenstorf. Das alte Schulhaus war „vorläufig dem zur Armenpflege zur Last fallenden Invaliden Westphal aus Lohmen mit seiner Familie als Wohnung überwiesen, nachdem seine bisherige Wohnung in Lohmen durch Feuer zerstört wurde.“
1953 gründeten 15 Mitglieder eine LPG mit 80 ha Land und diese wurde 1958 mit den Dörfern Altenhagen, Nienhagen, Lohmen und Garden zur Genossenschaft zusammen gelegt.
Zusammen mit Gerdshagen und Lohmen bildet Oldenstorf den Schwerpunkt der Agrarwirtschaft in der Gemeinde Lohmen. Mit dem südlichen Teil seiner Dorfflur liegt Oldenstorf im Naturpark Nossentiner/Schwinzer Heide, der hier an den Naturpark Sternberger Seenland grenzt.

## Unternehmen
Die Rehabilitationsklinik Lohmen (auch Reha-Klinik Garder See) wurde 1996 als eigenständige Kureinrichtung am Rande des Ortes zu Rehabilitationszwecken eröffnet. Sie dient der Nachbehandlung von Patienten aus den Bereichen Orthopädie, Psychosomatik und Pulmologie sowie Longcovid und ist der größte Arbeitgeber der Gemeinde.

## Gemeindevertretung und Bürgermeister
Der Gemeinderat besteht (inkl. Bürgermeister) aus 8 Mitgliedern. Die Wahl zum Gemeinderat am 26. Mai 2019 hatte folgende Ergebnisse:
| Partei/Bewerber                    | Prozent | Sitze |
| ---------------------------------- | ------- | ----- |
| Wählergemeinschaft Gemeinde Lohmen | 87,32   | 7     |
| CDU                                | 6,59    | 1     |

Bürgermeister der Gemeinde ist Bernd Dikau, er wurde mit 83,00 % der Stimmen gewählt.

## Sehenswürdigkeiten
- Dorfkirche Lohmen
- Archäologischer Lehrpfad
- Dorf Museum Lohmen mit Ausstellungen an sechs Standorten im Ort. Es zeigt heimatkundliche und technische Sammlungen.

## Vereine
In Lohmen sind mehrere Vereine tätig, so der Sportverein SV 90 und der Kulturverein Lohmen „Herz Mecklenburg“ e. V. Der Kulturverein hat neben seinen Veranstaltungen und Hobbyzirkeln auch eine große Sparte „Gesundheits- und Rehasport“. Er ist Träger der Landesarbeitsgemeinschaft zur Zucht Altdeutscher Hütehunde in Mecklenburg-Vorpommern und Träger des Dorf Museum Lohmen. Auch der Verein Protour e. V., der sich mit der Entwicklung kommunaler und regionaler Tourismus- und Marketingkonzepte befasst, hat seinen Sitz in Lohmen.

## Persönlichkeiten
Dorfschulzen und Bürgermeister in Lohmen:
- erwähnt 1595 Claus Rolof[136]
- 1860–1866 Wischmann[137]
- 1866–1866 Fritz Roloff
- 1907–1918 Johann Schult, trat mit 72 Jahren zurück
- 1918–1919 Hans Peters
- erwähnt 1919 Richard Cords

Persönlichkeiten, die in Lohmen tätig waren:
- Detlof Hartwig Dietrich Heinrich Zander (1763–1845), war von 1796 bis 1838 Pastor und Kirchenrat in Lohmen
- Heinrich Zander (1800–1876), Pastor und Ornithologe, lebte die ersten 14 Jahre in Lohmen
- Gustav Lierow (1813–1891), war 53 Jahre Pastor in Lohmen und mit John Brinckman befreundet[138]
- Alfred Wellm (1927–2001), Schriftsteller

## Verkehrsanbindung
Die Gemeinde liegt an der Abzweigung der Verbindungsstraße von Goldberg (Bundesstraße 192) nach Bützow sowie nach Güstrow. Der nächstgelegene Bahnhof befindet sich in der 15 Kilometer entfernten Kreisstadt Güstrow. Nach Güstrow gelangt man mit dem Bus, welcher nur an Wochentagen verkehrt.

## Karten
- Bertram Christian von Hoinckhusen: Mecklenburg Atlas mit Beschreibung der Aemter um 1700. Blatt 61 Beschreibung des Klosteramtes Dobbertin.
- Direktorial-Vermessungskarten Brouillon von dem Bauerndorffe Altenhagen 1770 und „Carte des Bauer-Dorffes Nienhagen“ 1776.
- Historischer Atlas von Mecklenburg Wiebekingsche Karte von 1786.
- Charte von den Besitzungen des Klosters Dobbertin, Abteilung I. 1822, enthält Lohmen, Altenhagen angefertigt nach den vorhandenen Gutskarten Anno 1822 durch I. H. Zebuhr.
- Offizielle Rad- und Wanderkarte des Naturparks Nossentiner/Schwinzer Heide, 2010.
- Preußische Landes-Aufnahme 1880, Großherzogthum Mecklenburg-Schwerin 1882, Dobbertin Nr. 946.

### Historische Quellen
- Mecklenburgisches Urkundenbuch (MUB)
- Mecklenburgische Jahrbücher (MJB)

### Ungedruckte Quellen
Landeshauptarchiv Schwerin (LHAS)
- LHAS 1.5-4/3 Urkunden Kloster Dobbertin.
- LHAS 2.12-3/2 Klöster und Ritterorden, Dobbertin.
- LHAS 3.2-3/1 Landeskloster/Klosteramt Dobbertin.
- LHAS 3.2-4 Ritterschaftliche Brandversicherungsgesellschaft.
- LHAS 5.11-2 Landtagsverhandlungen, Landtagsversammlungen, Landtagsprotokolle und Landtagsbeschluß.
- LHAS 5.12-4/3 Ministerium für Landwirtschaft, Domänen und Forsten, Abt. Siedlungsamt.
- LHAS 10.09.L/06 Personennachlass Lisch, Friedrich (1801–1883) Nr. 59. Notizen, Manuskripte, Druckschriften und Korrespondenzen zur Geschichte der Kirche in Lohmen 1866–1874.
- LHAS 10.63-1 Verein für mecklenburgische Geschichte und Altertumskunde. Clagebuch und Amtsprotokollbuch des Klosteramtsgericht Dobbertin 1587–1598.